# Biserica de lemn din Cornești, Maramureș

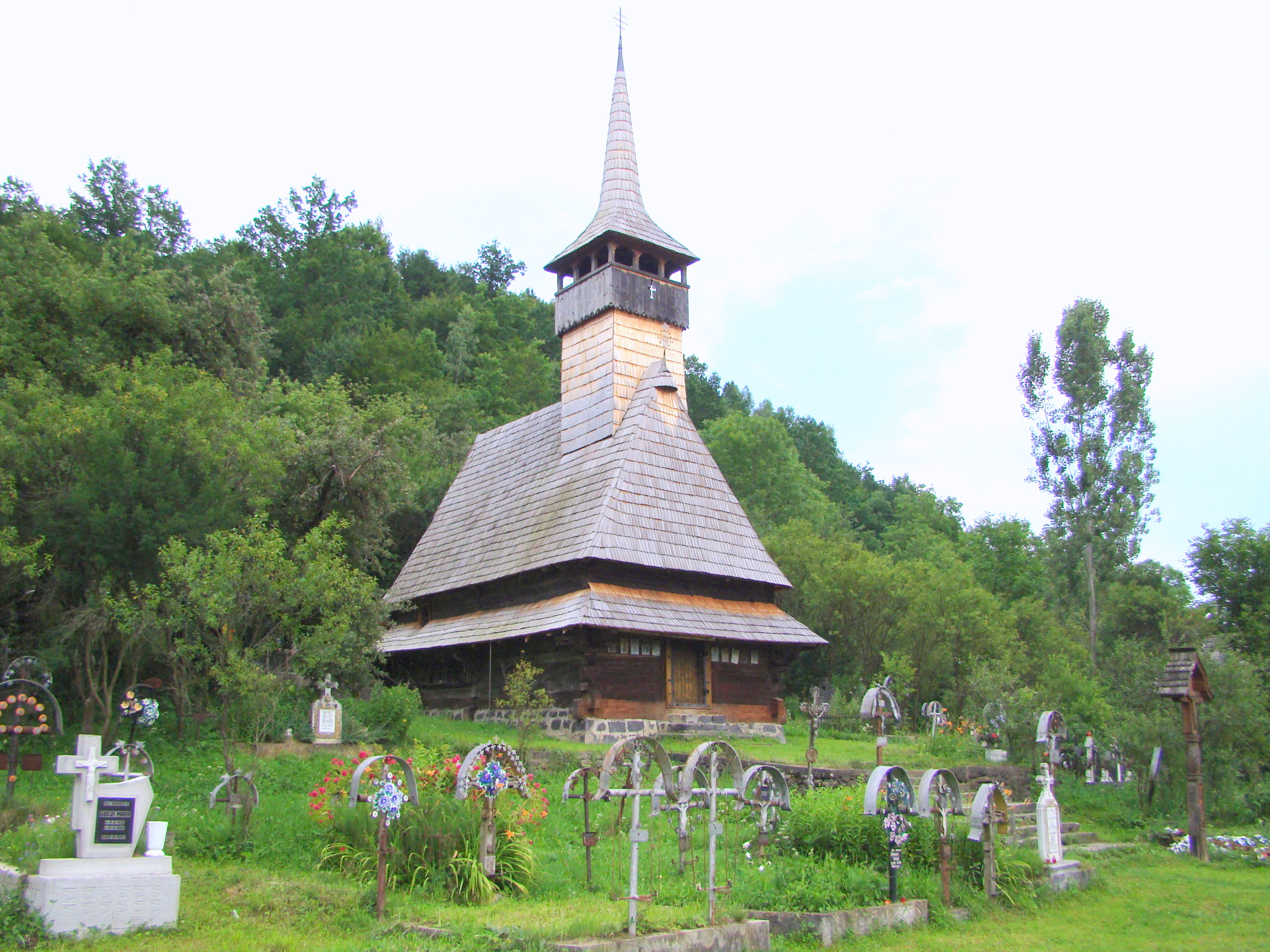
Biserica (nord-vest)

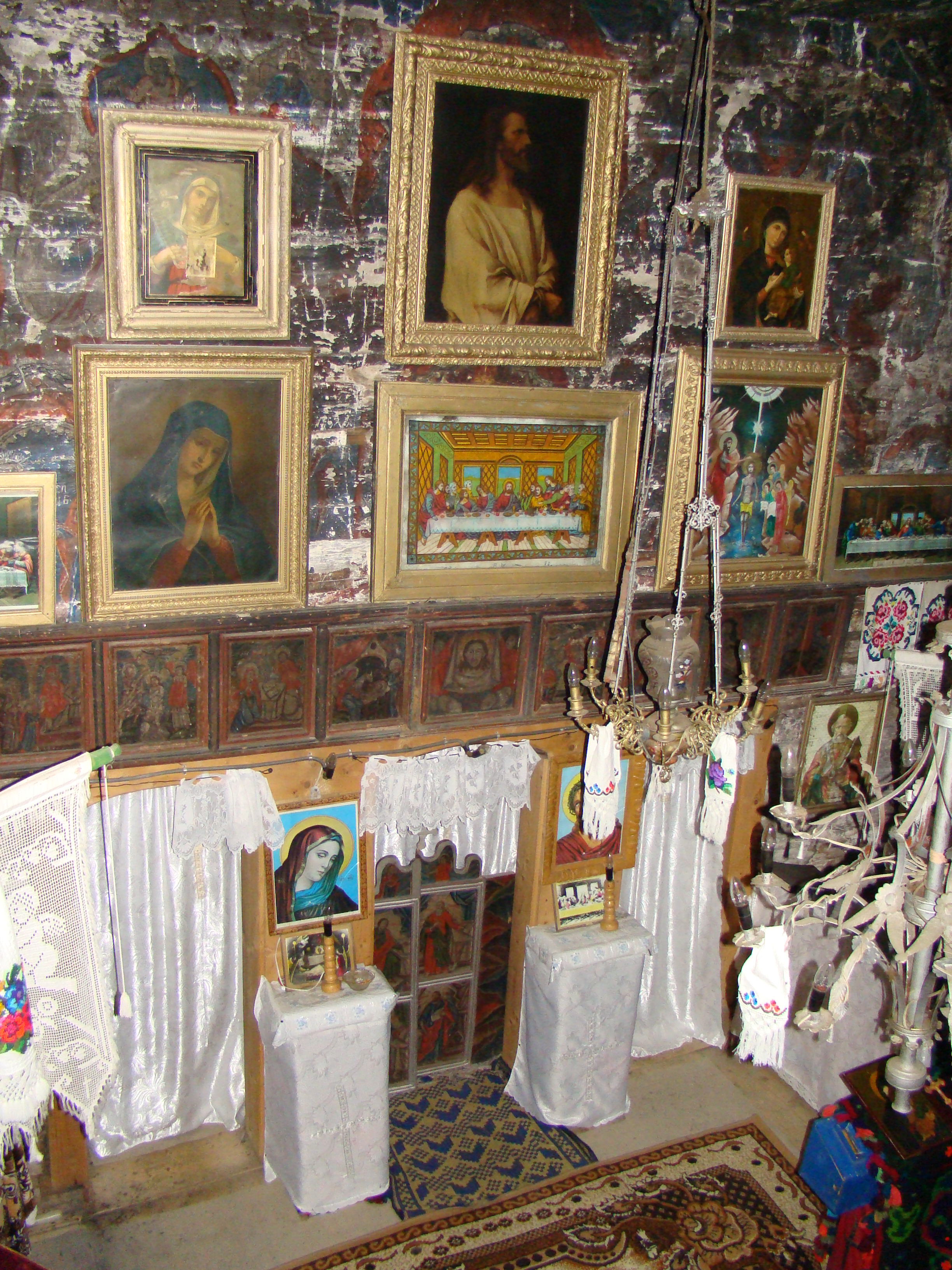
Iconostasul văzut din corul bisericii

Biserica de lemn din Cornești, comuna Călinești, județul Maramureș este una dintre cele mai vechi și mai remarcabile biserici din Maramureșul istoric și din Transilvania. Structura bisericii datează din 1615 iar cea a altarului este cu un secol mai veche. Spațiul interior păstrează caracterul unei biserici obișnuite în timp ce la exterior sunt două poale de acoperiș, o trăsătură atât de caracteristică bisericilor de lemn din Maramureș. Lăcașul are hramul „Sfântul Nicolae” și figurează pe lista monumentelor istorice, cod MM-II-m-A-04551.

## Istoric
Biserica de lemn cu hramul „Sf. Nicolae” a fost ridicată, conform rezultatelor cercetărilor dendrocronologice, în anul 1615, lemnul fiind doborât în iarna dintre anii 1614-1615. Conform acelorași cercetări, altarul este cu un secol mai vechi, ridicat în al doilea deceniu al secolului 16, fiind una dintre cele mai vechi structuri de lemn ferm datate și păstrate în Carpații românești. Elemente constructive păstrate la peretele despărțitor dintre naos și altar indică faptul că altarul, deși mai vechi decât restul bisericii, este un adaus ulterior. Acest fapt este întărit și de tradiție, care indică aducerea altarului de la o altă biserică, de pe valea Izei. Chiar și lemnele din pereți sunt numerotate la exterior, indicând o demontare și reconstituire. Momentul aducerii altarului pe acest loc este necunoscut, însă înfăptuit înainte de executarea picturii, la începutul secolului 19.
Datele dendrocronologice evidențiază o importantă reparație la boltă în anii 1670.  Pictura murală interioară este semnată de zugravul Toader Hodor din Vișeu de Mijloc, după cum se poate citi fragmentar la fereastra stranei: „... în luna lui iulie în 27 de zile și în ... și a ... zugrăvit zm[eritul] zugrav Hodor Toader din Vișeul de Mijloc Dumnezeu să-l pomenească.” Momentul execuției picturii lipsește dar poate fi aproximat la începutul secolului 19. O pictare de asemenea amploare presupune și importante lucrări de reparații. Din timp în timp acoperișul a necesitat refacerea învelitorii. La o asemenea acțiune, între anii 1894-1911, se referă probabil și Tit Bud, care notează că Iosif Fucec Rakoczi era „un preot zelos, care a adus în ordine bisericile.”

## Trăsături
De dimensiuni mai reduse nava prezintă o formă dreptunghiulară iar absida este poligonală, decroșată. Acoperișul de șindrilă are poală dublă. Pictura murală este executată pe pânză lipită pe peretele de lemn. Printre picturi se remarcă în naos Sfânta Treime încadrată de îngeri și două imagini ale Sfintei Maria: prima, „când s-a rugat Maria pe Muntele Măslinilor” iar a doua când a vindecat mâinile tăiate ale unor femei. În altar este de reținut imaginea lui Iisus spălând picioarele Sf. Petru, „Cina cea de Taină”, „Sf. Gheorghe omorând balaurul cu sulița”, „carul de foc al Sfântului Ilie”.
Deși pictura interioară este destul de degradată, scenele și personajele care mai pot fi observate impresionează puternic dovedind cu prisosință realul talent al pictorului.

## Imagini din interior

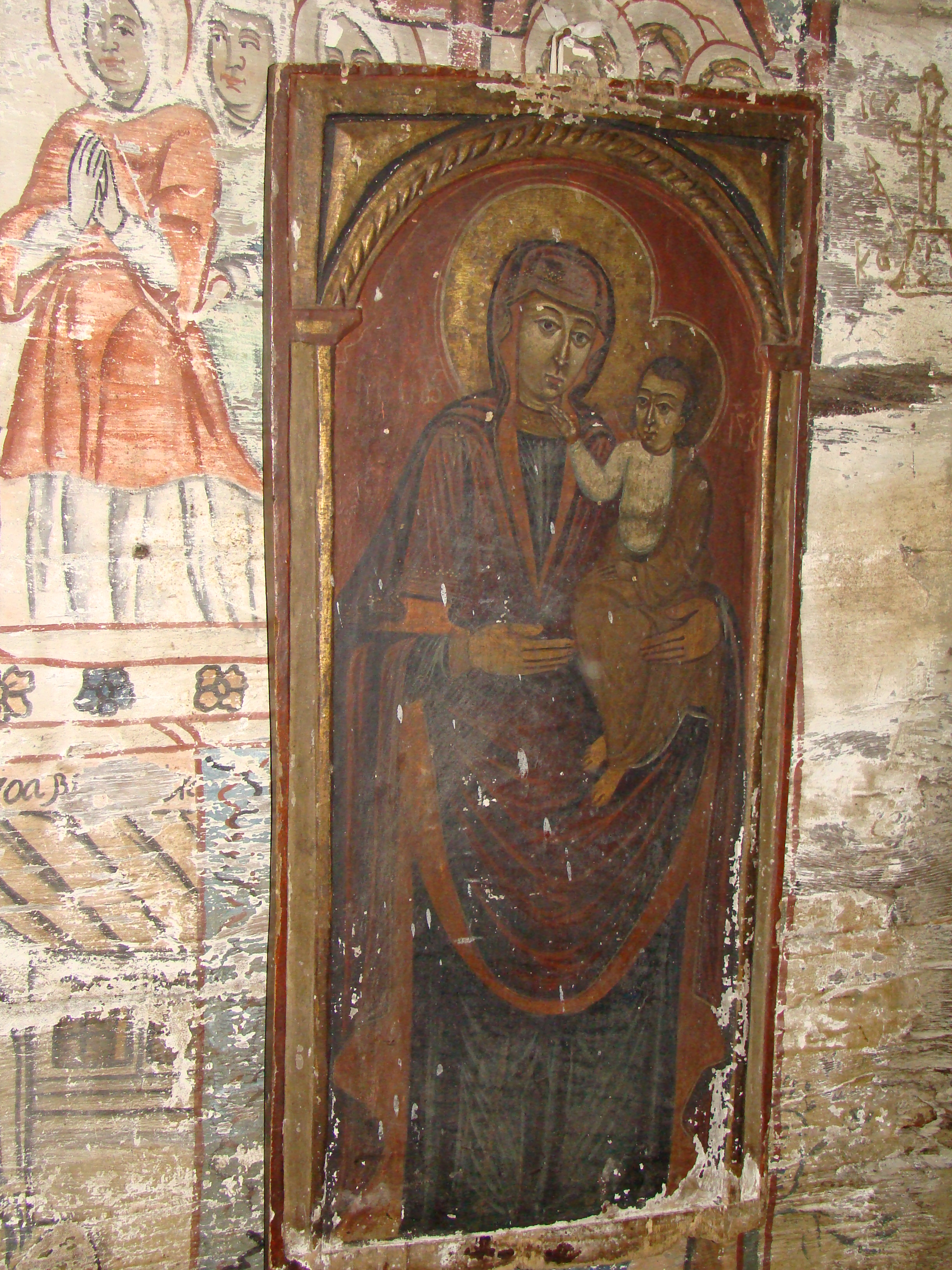
Maica Domnului cu Pruncul, pictură pe lemn sf. sec.XVIII
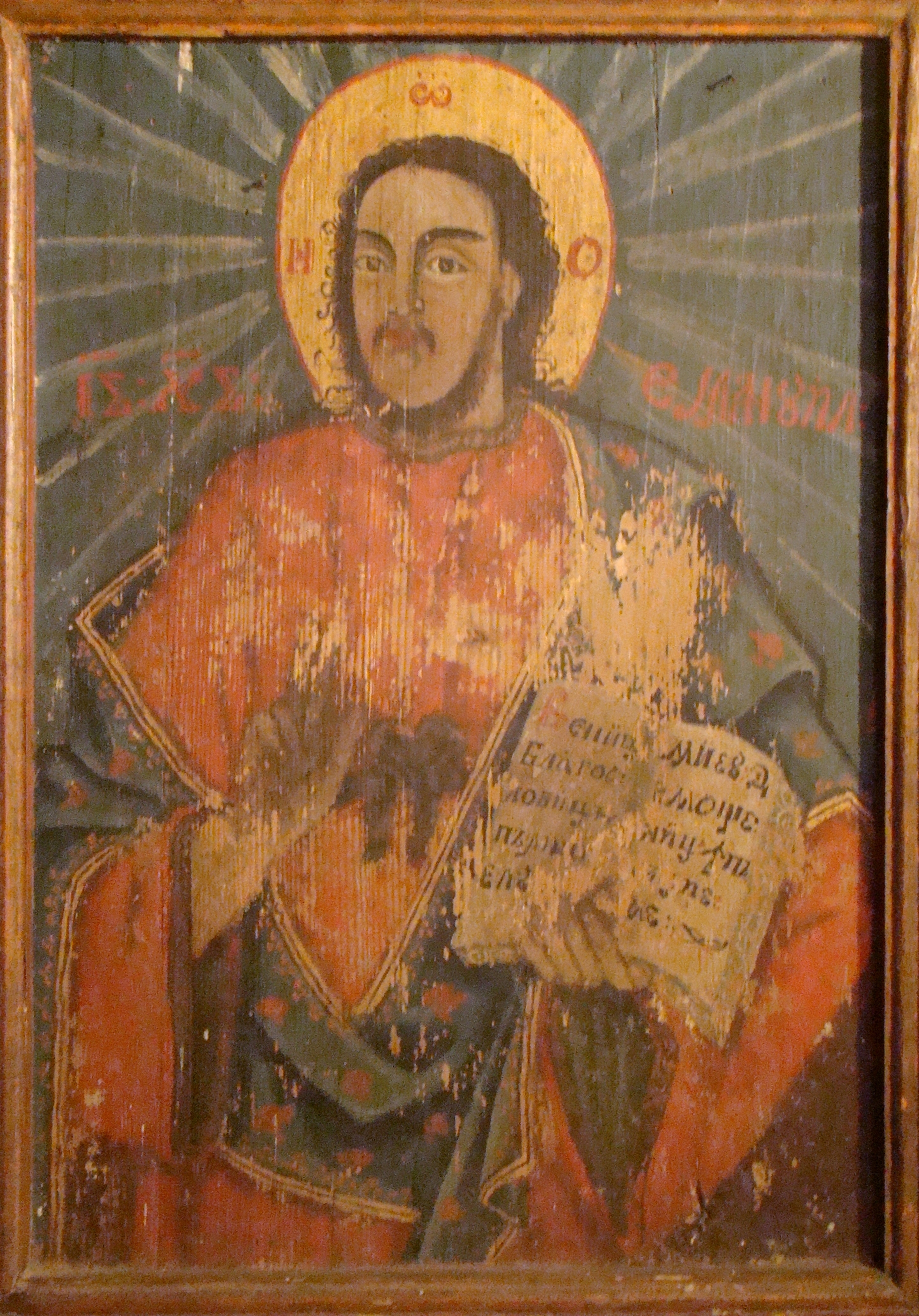
Iisus Hristos, pictură pe lemn sec.XIX
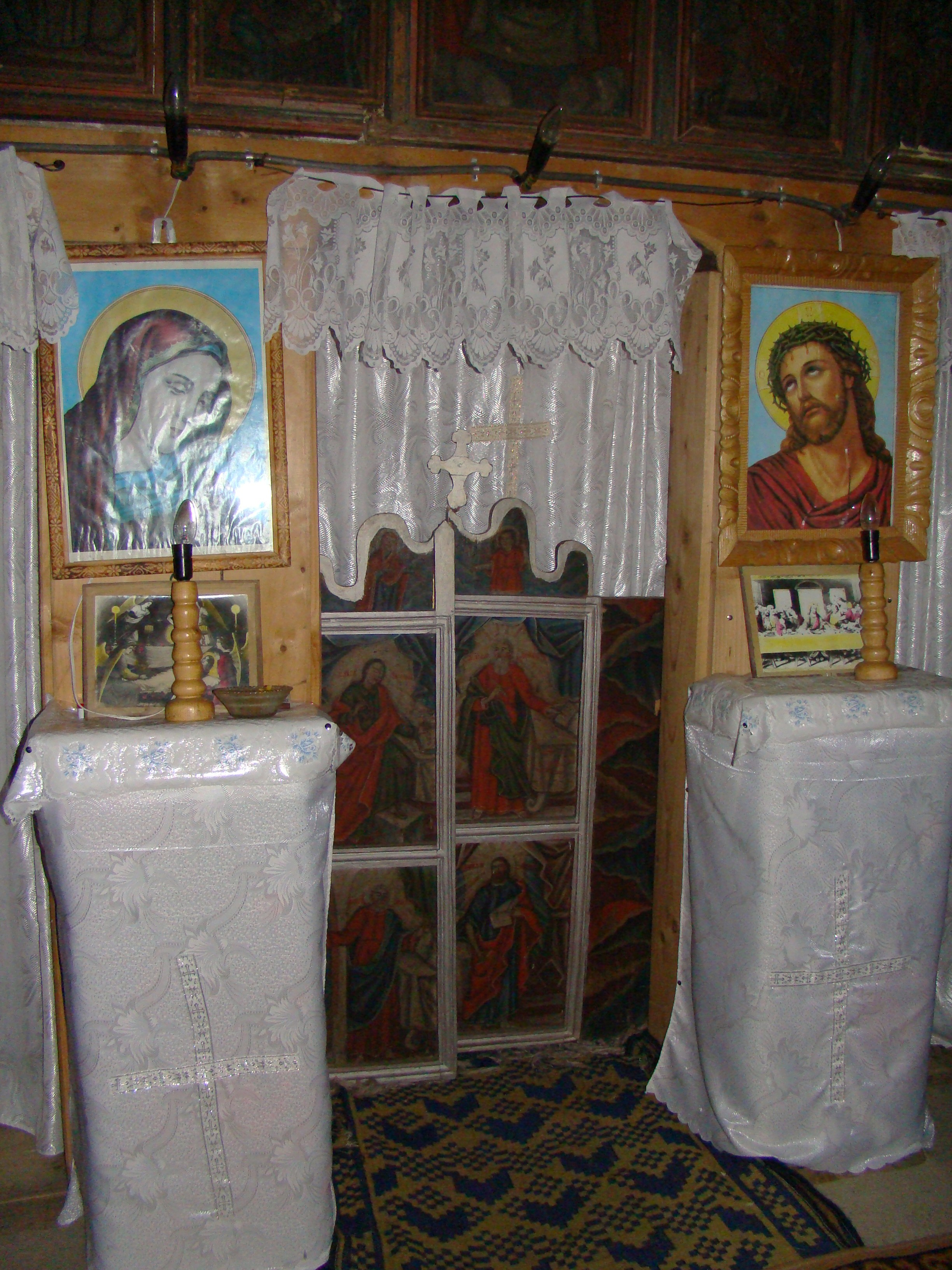
Ușile împărătești
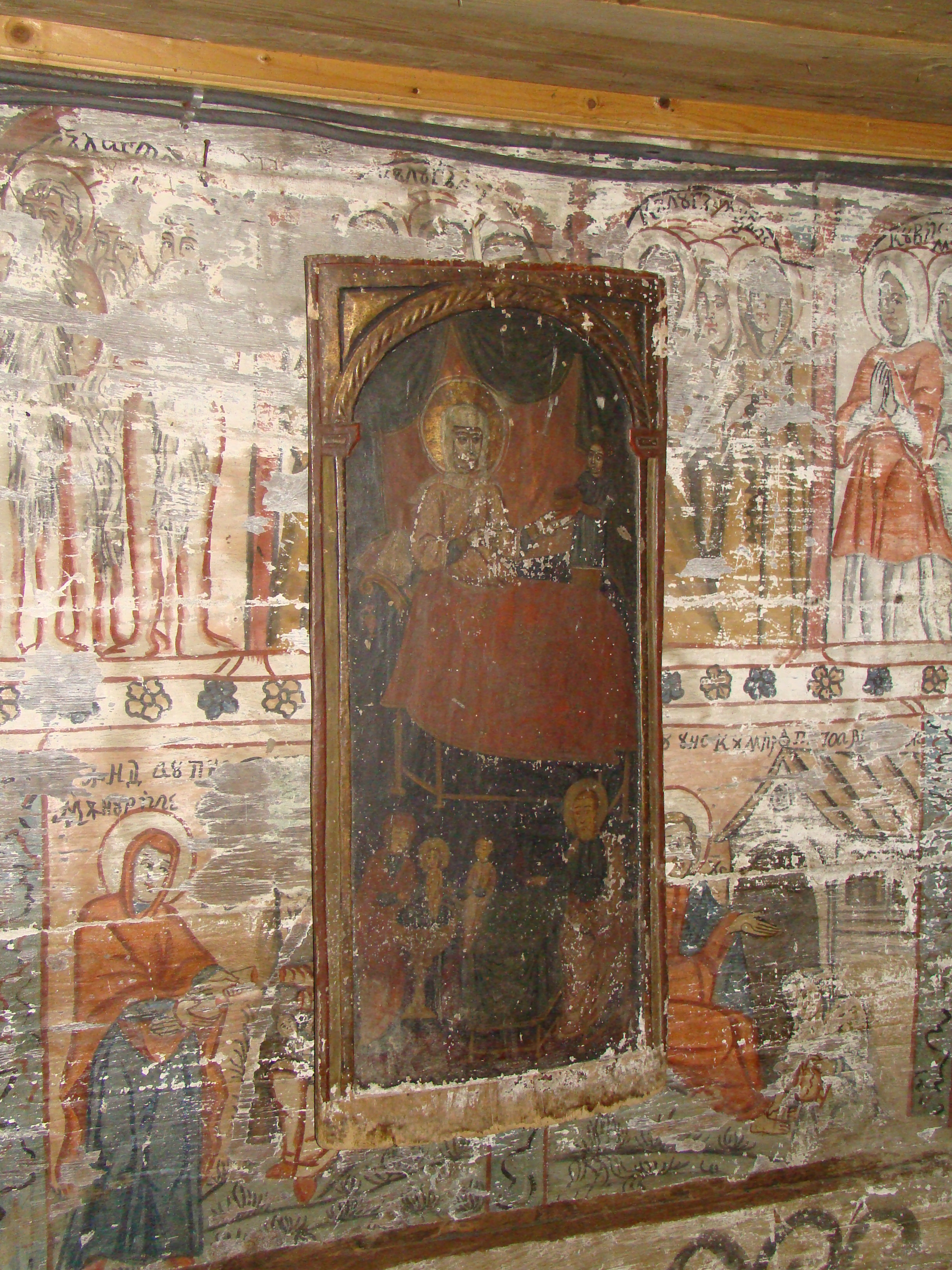
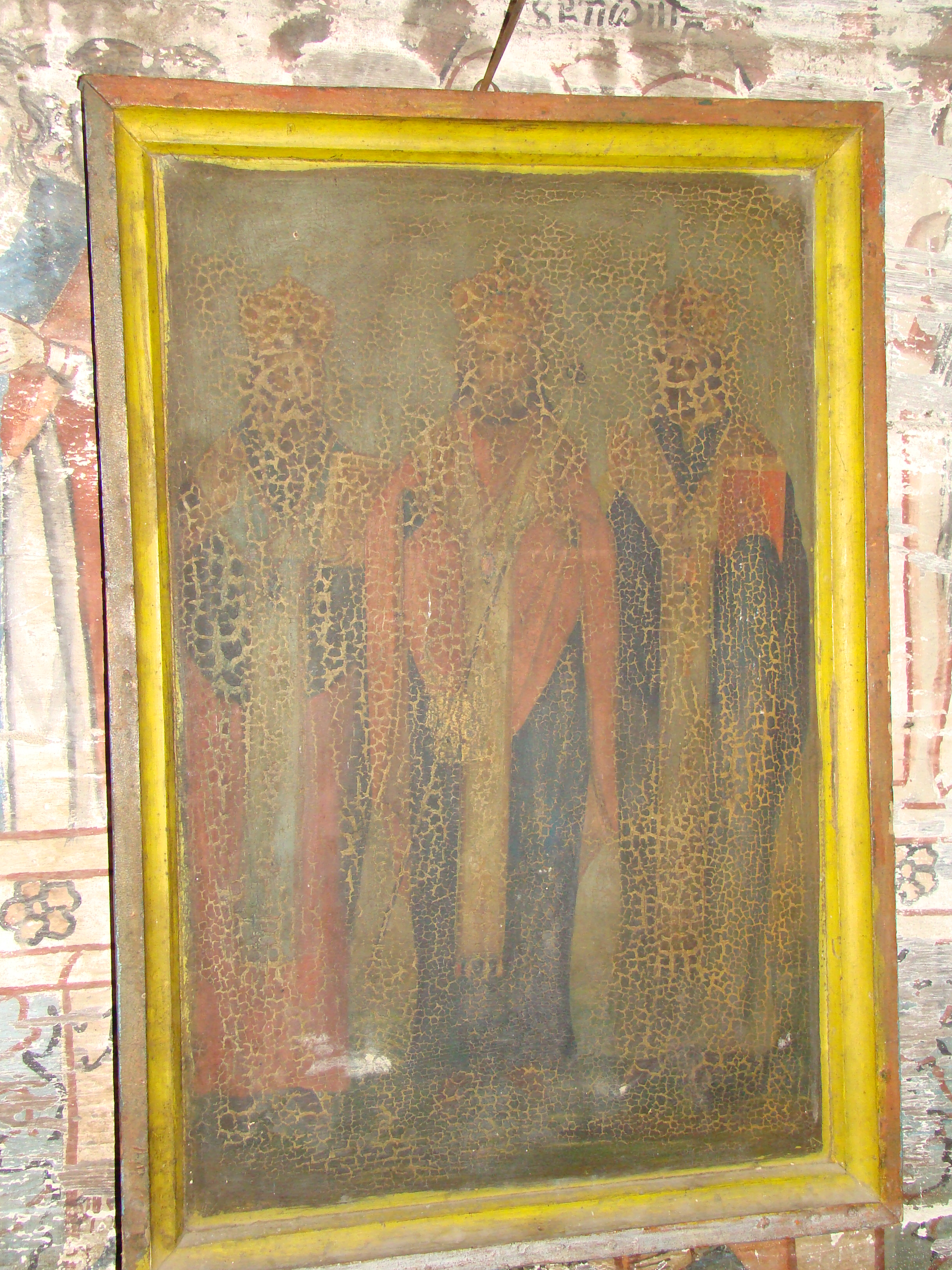
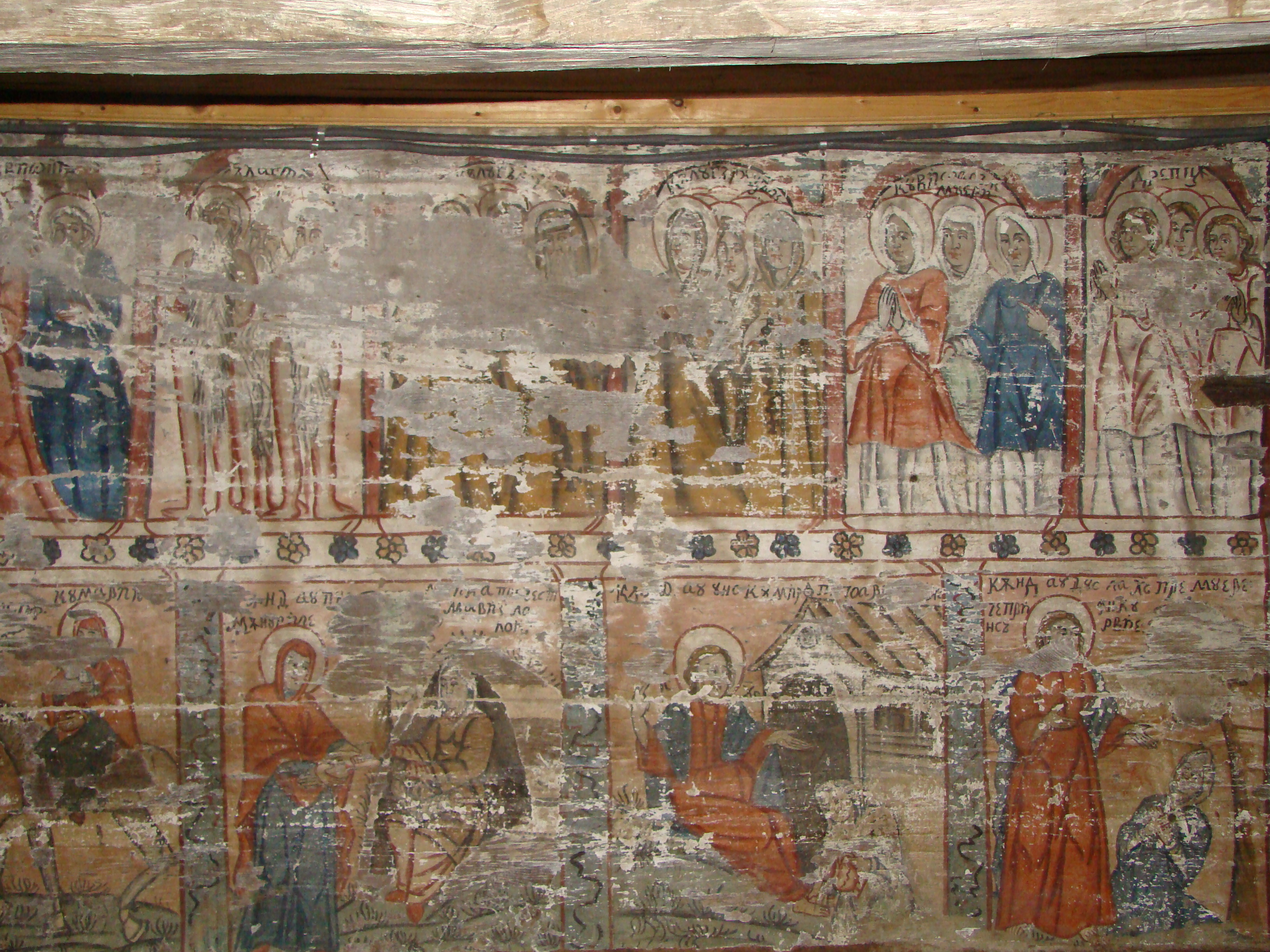
tindă, sud: cetele drepților și scene din viața mântuitorului
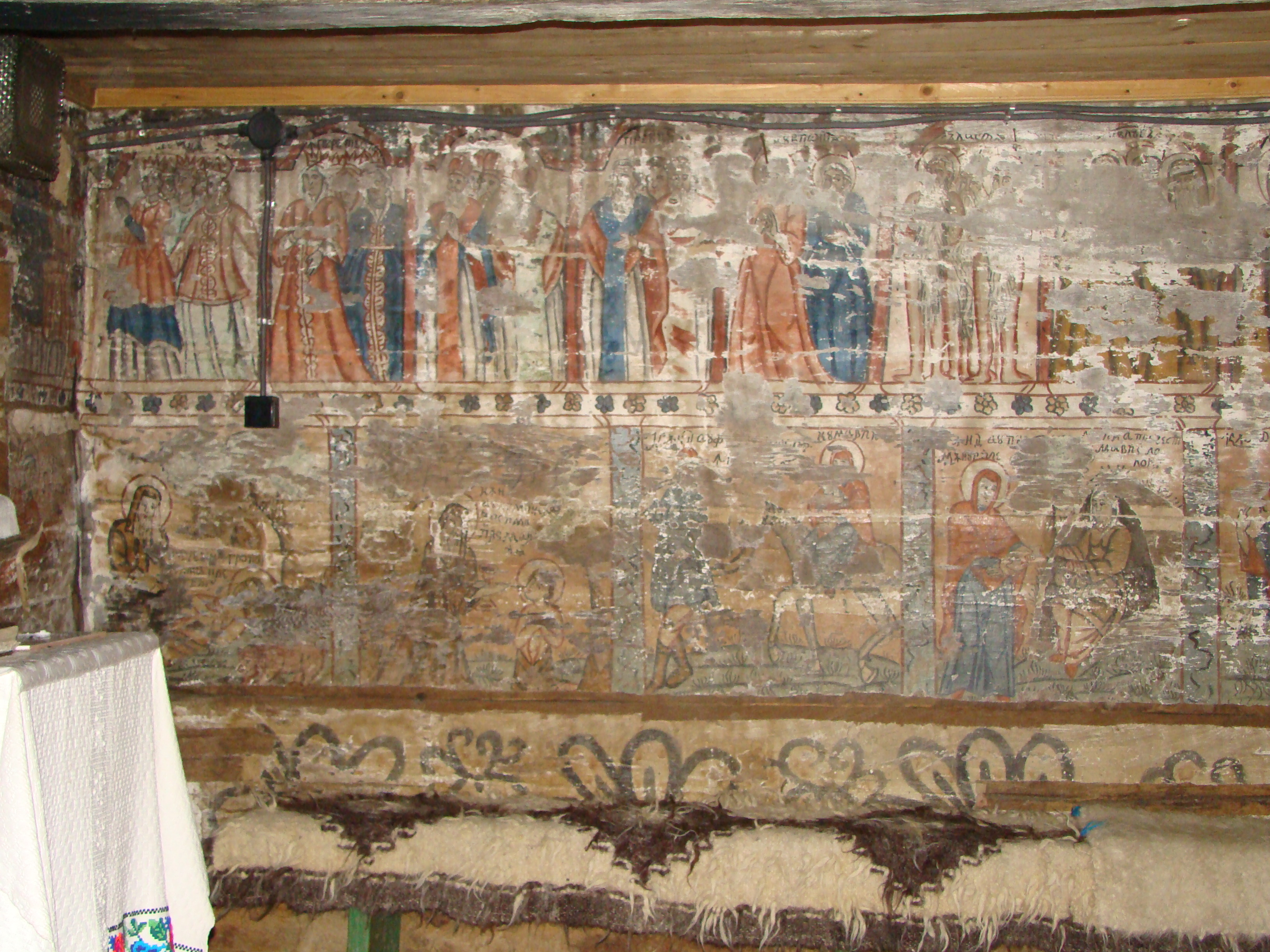
tindă, sud: cetele drepților și scene din viața mântuitorului
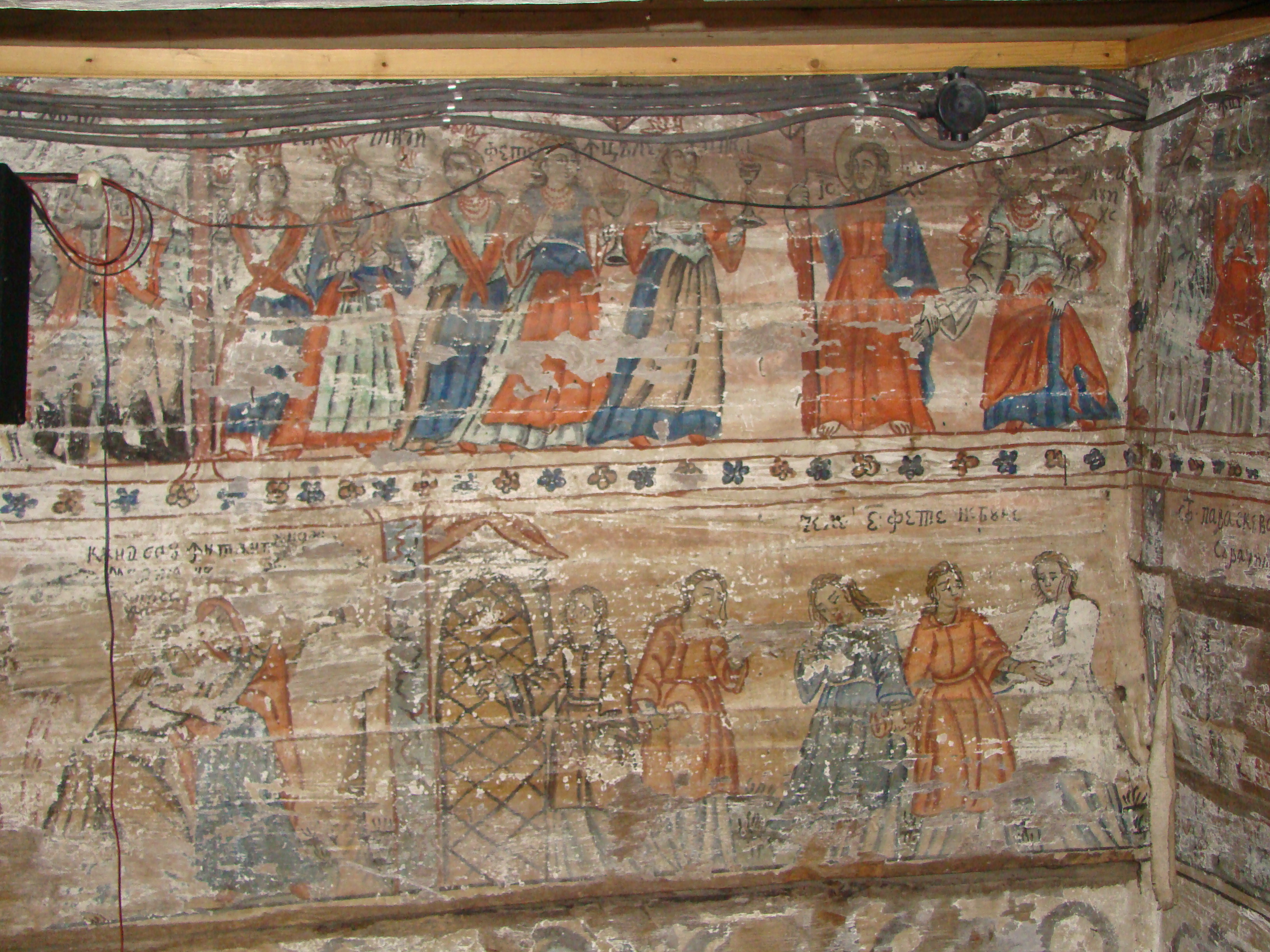
tindă: pilda celor 10 fecioare
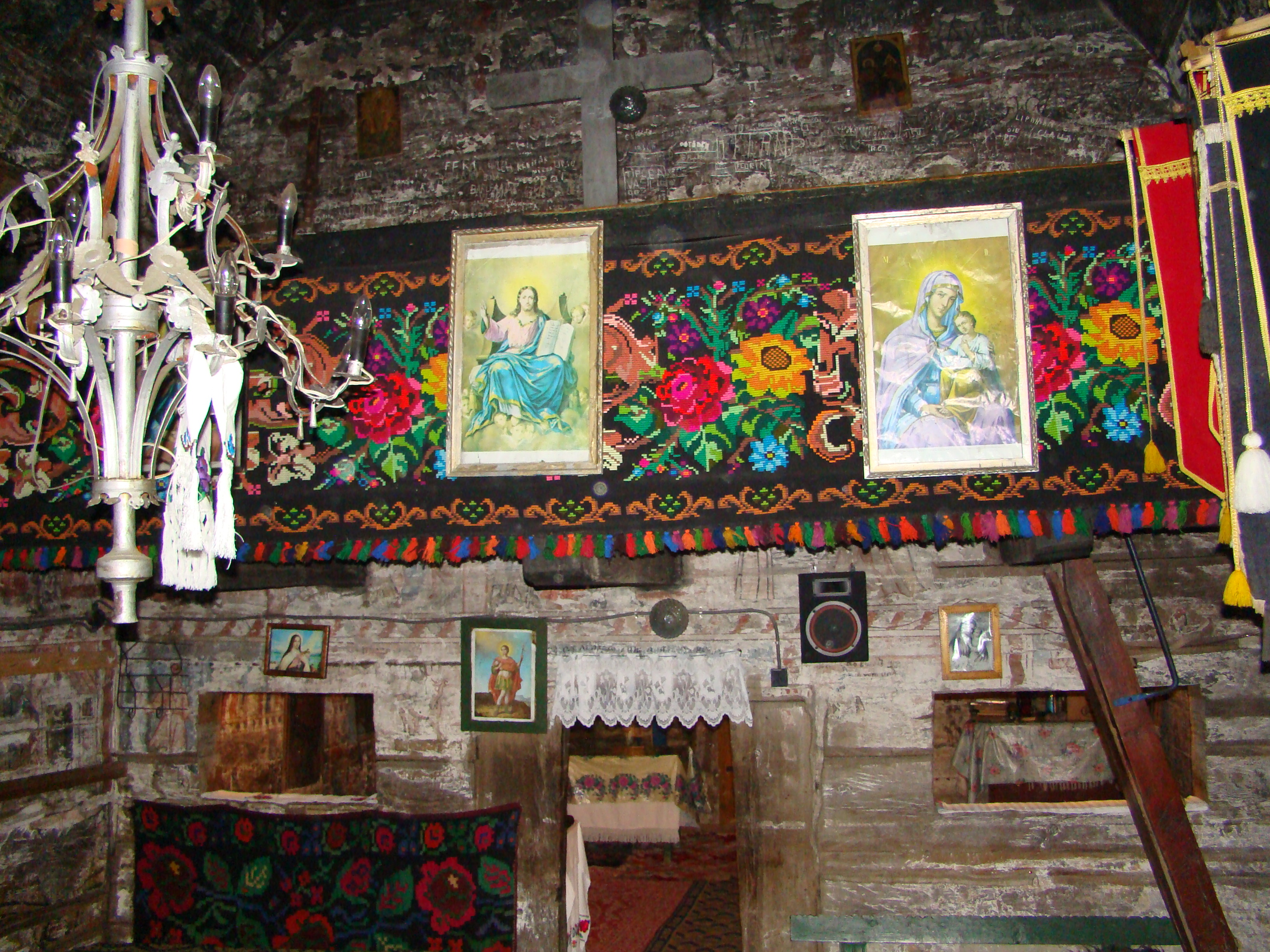
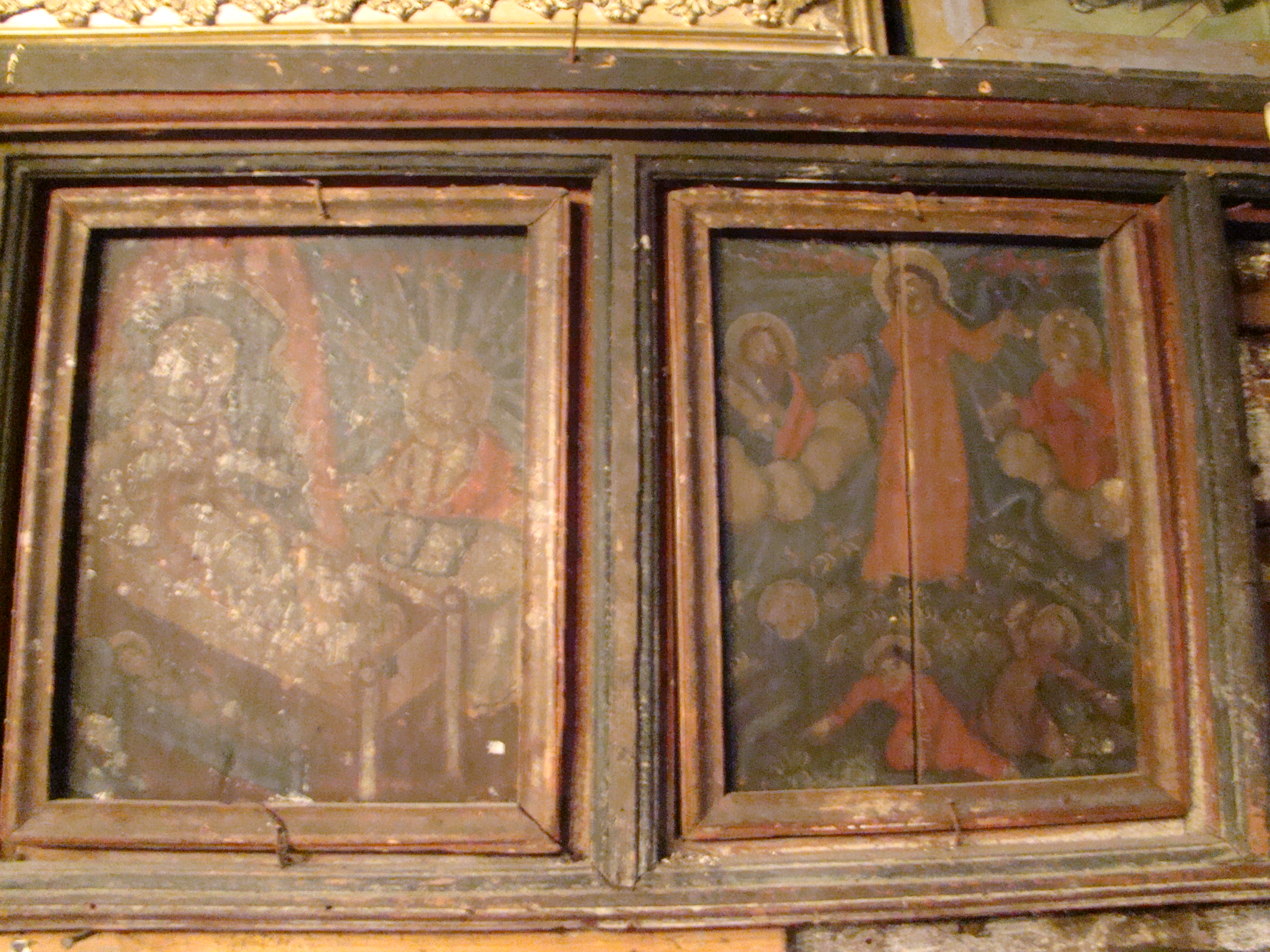
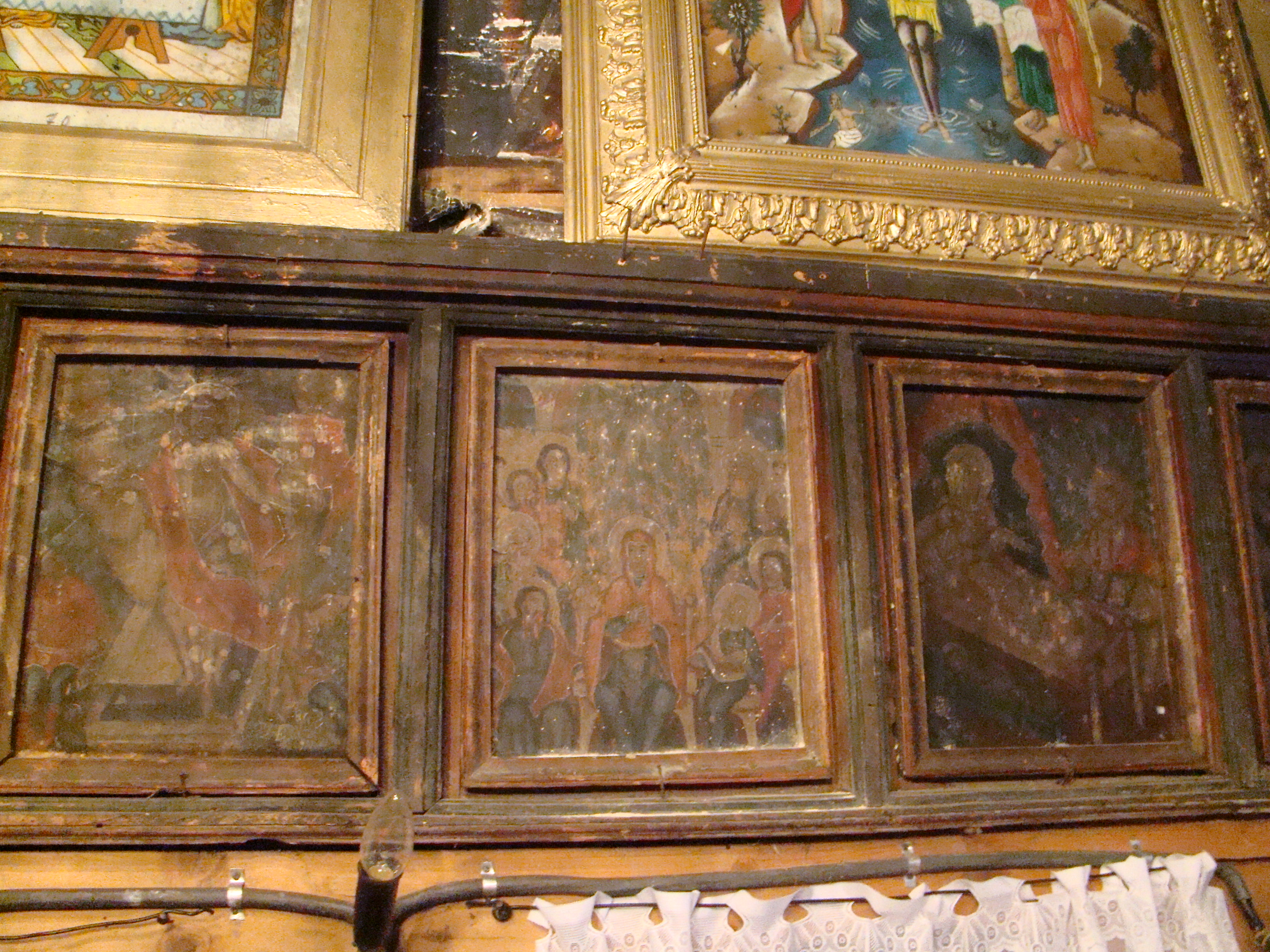
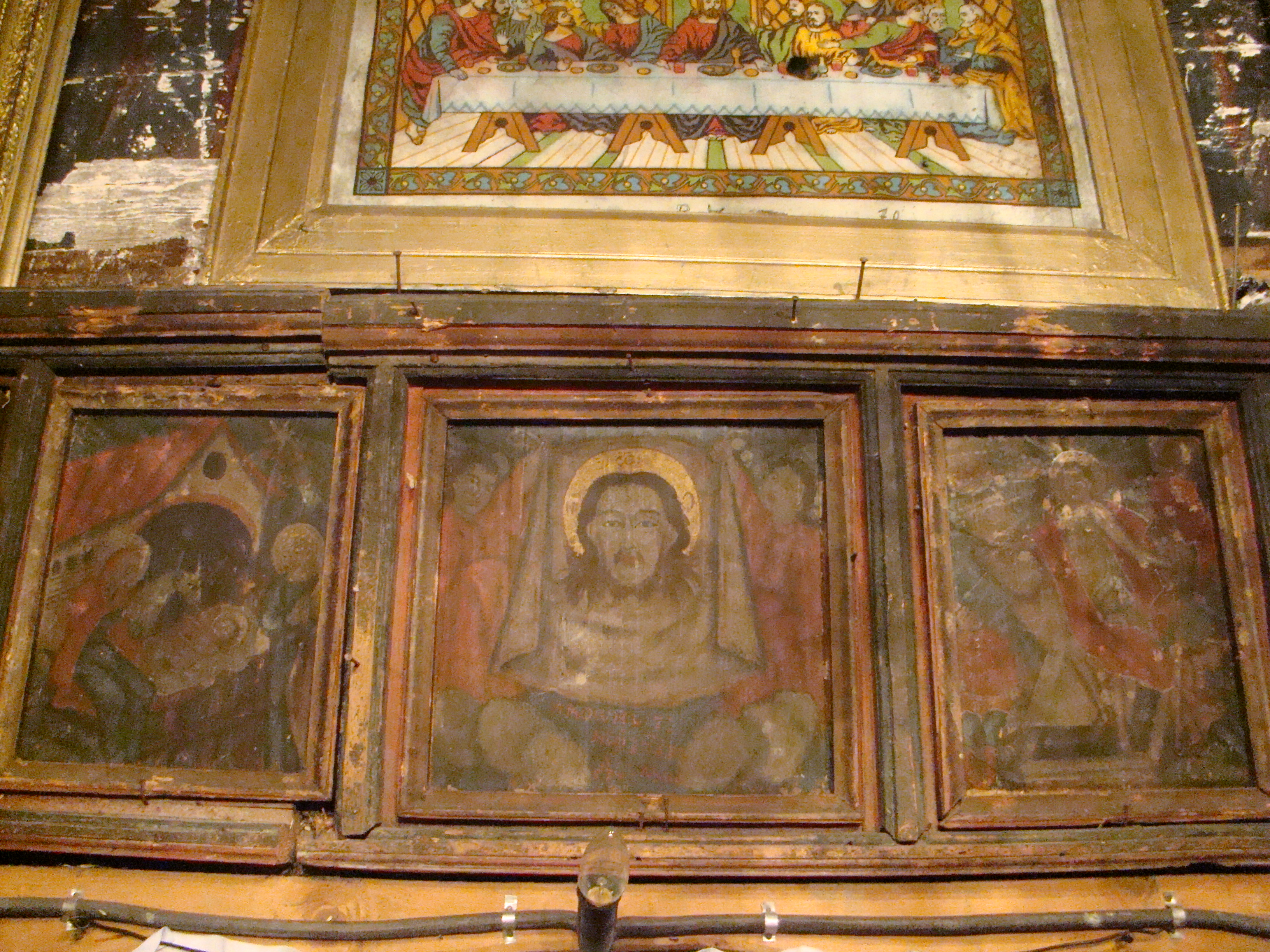
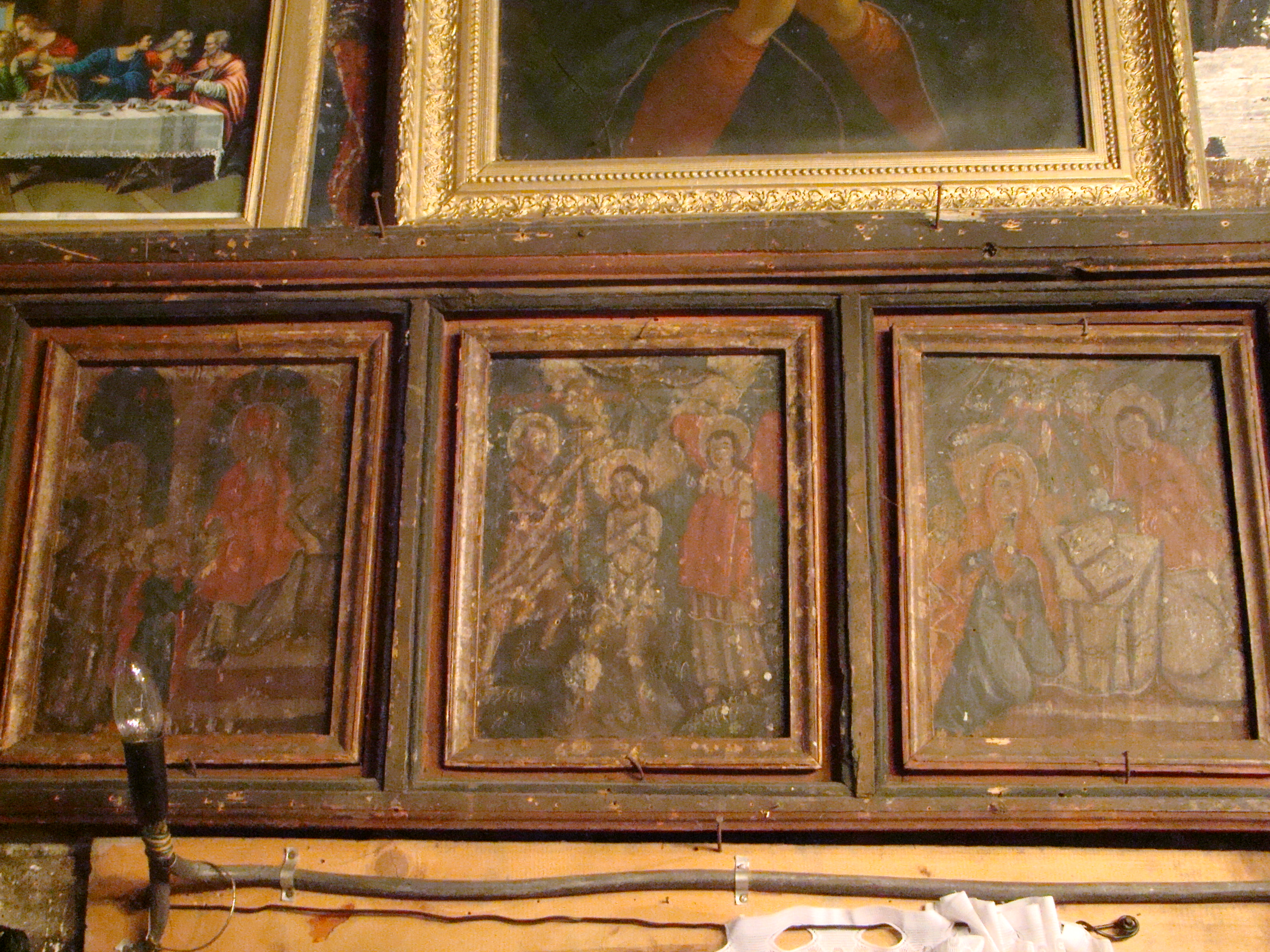
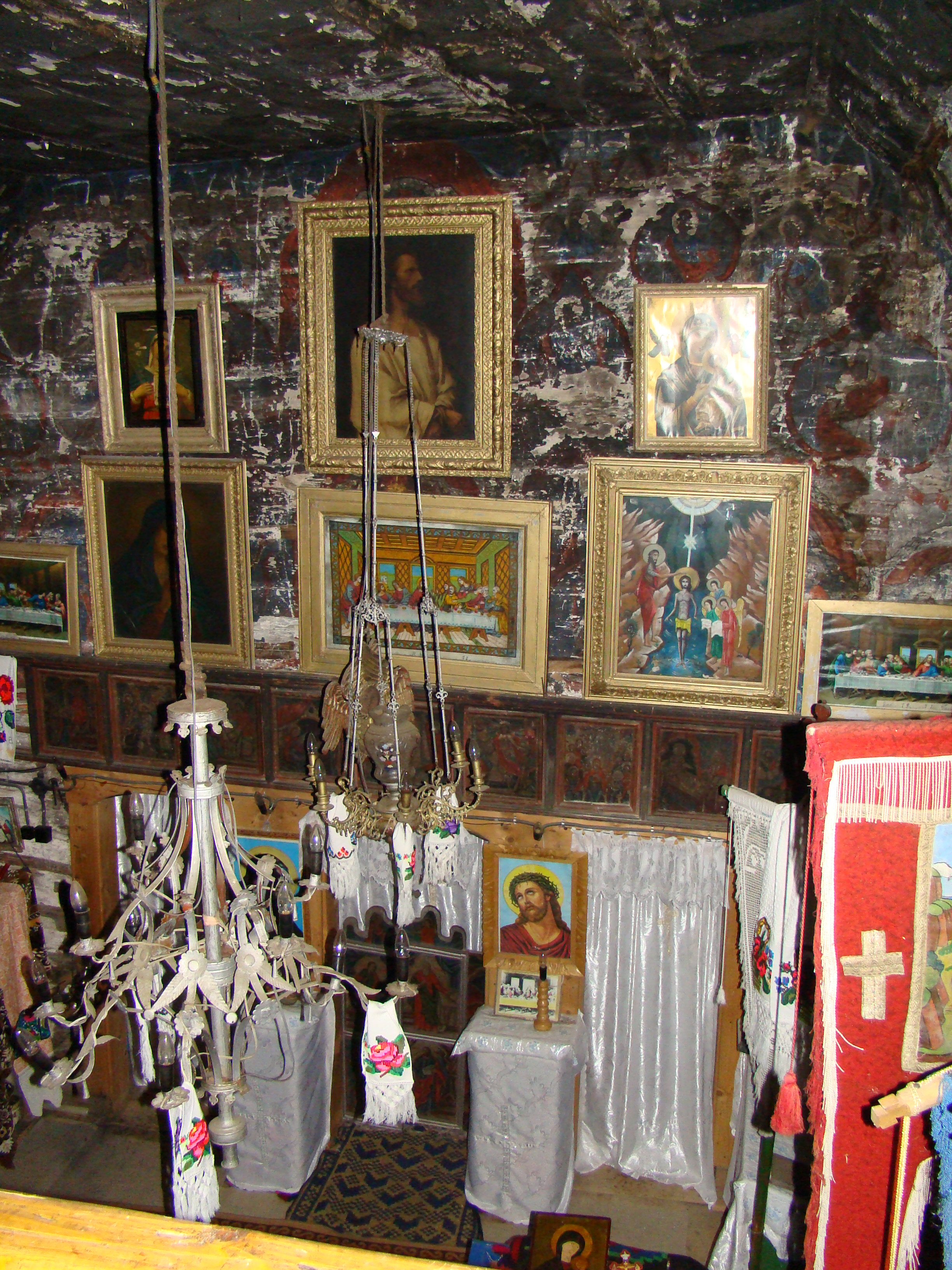
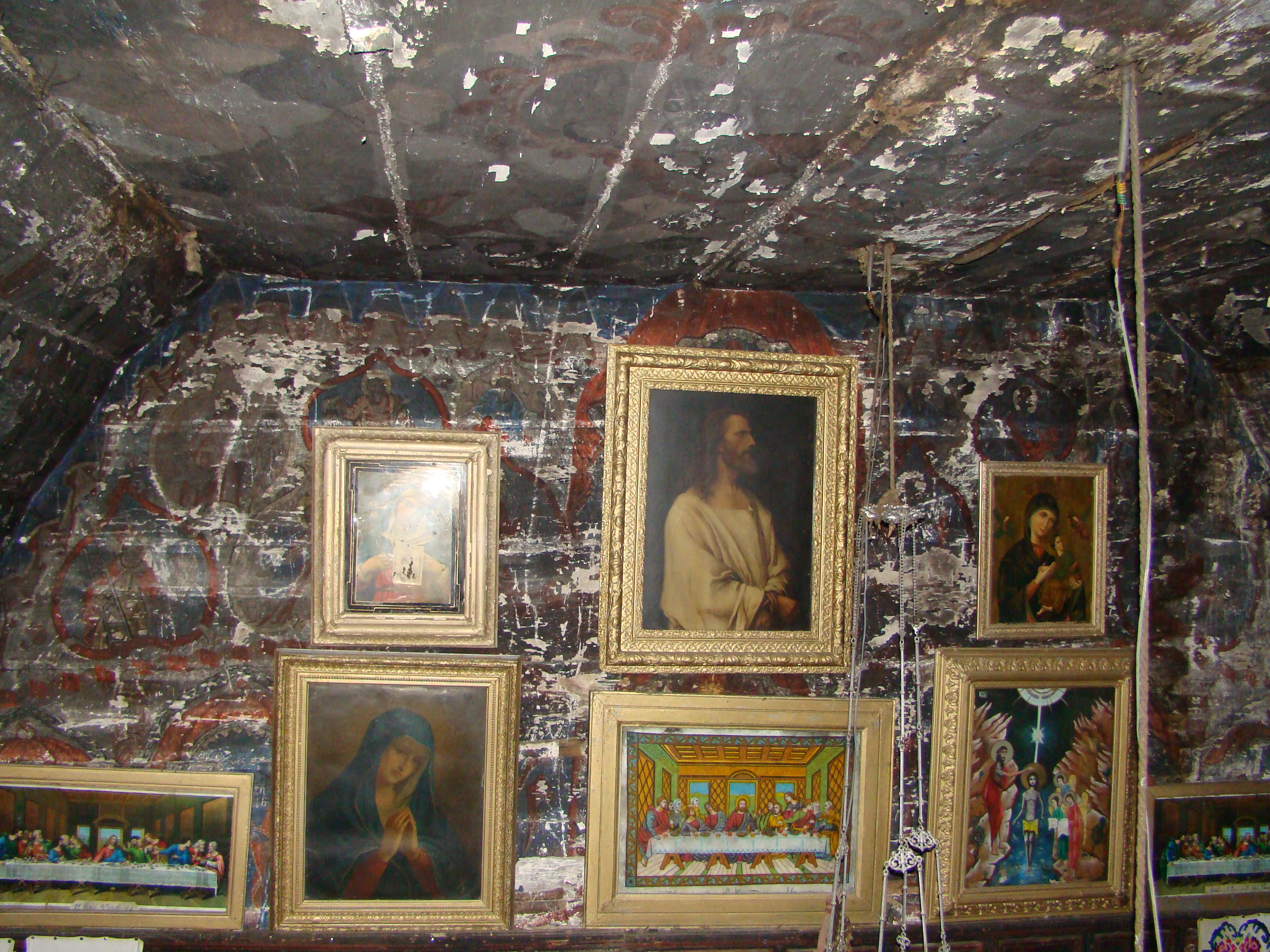
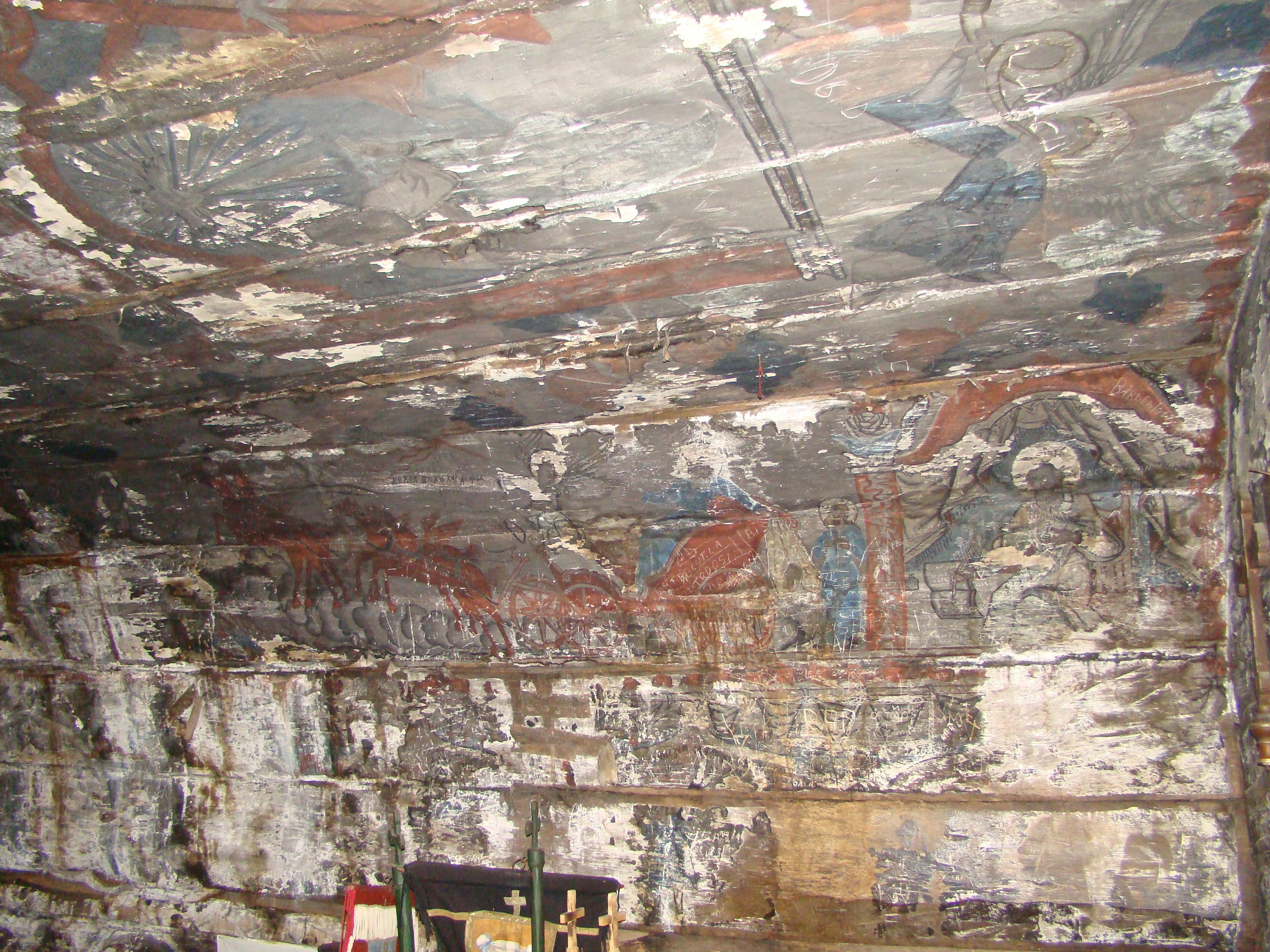
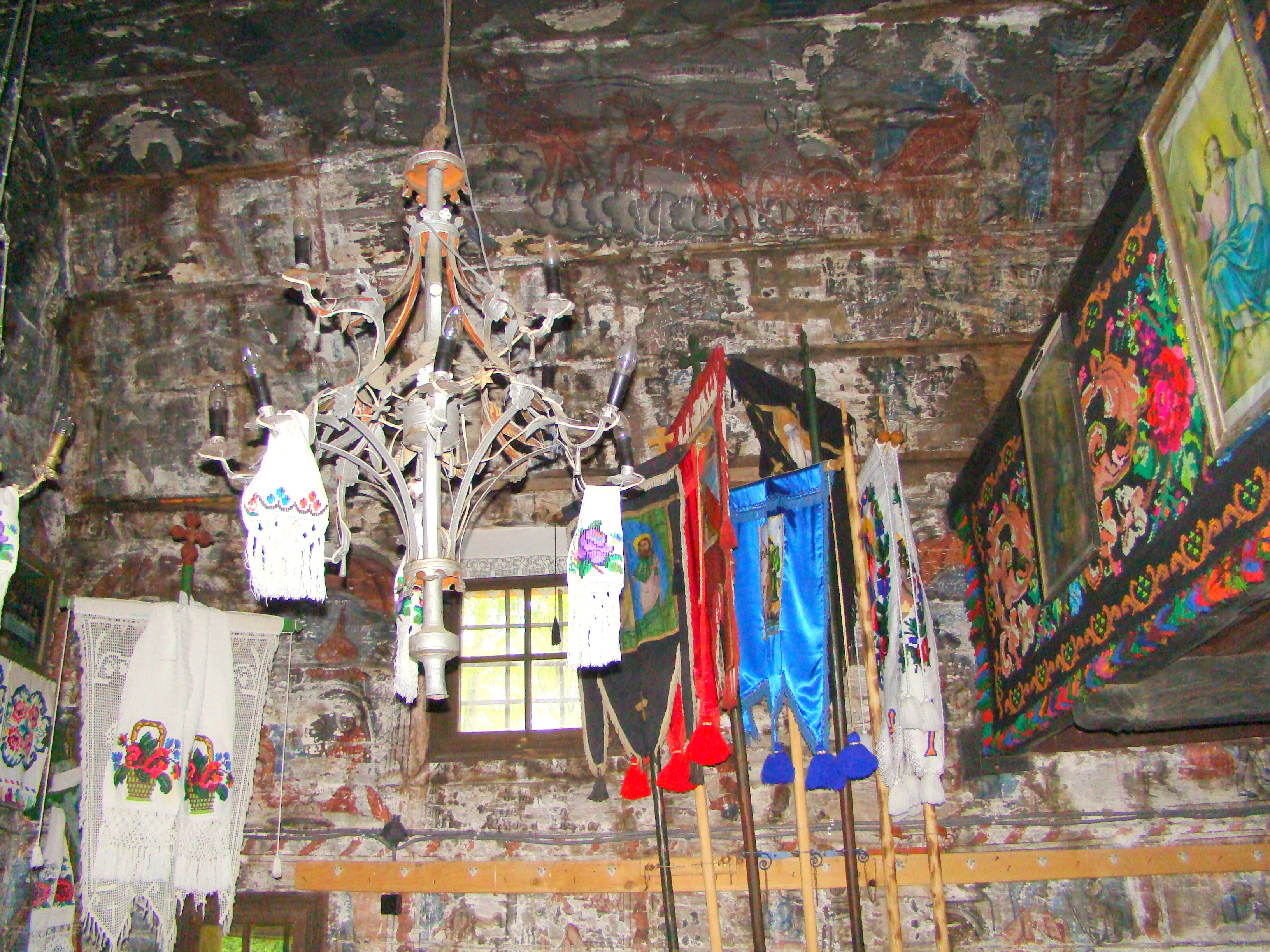
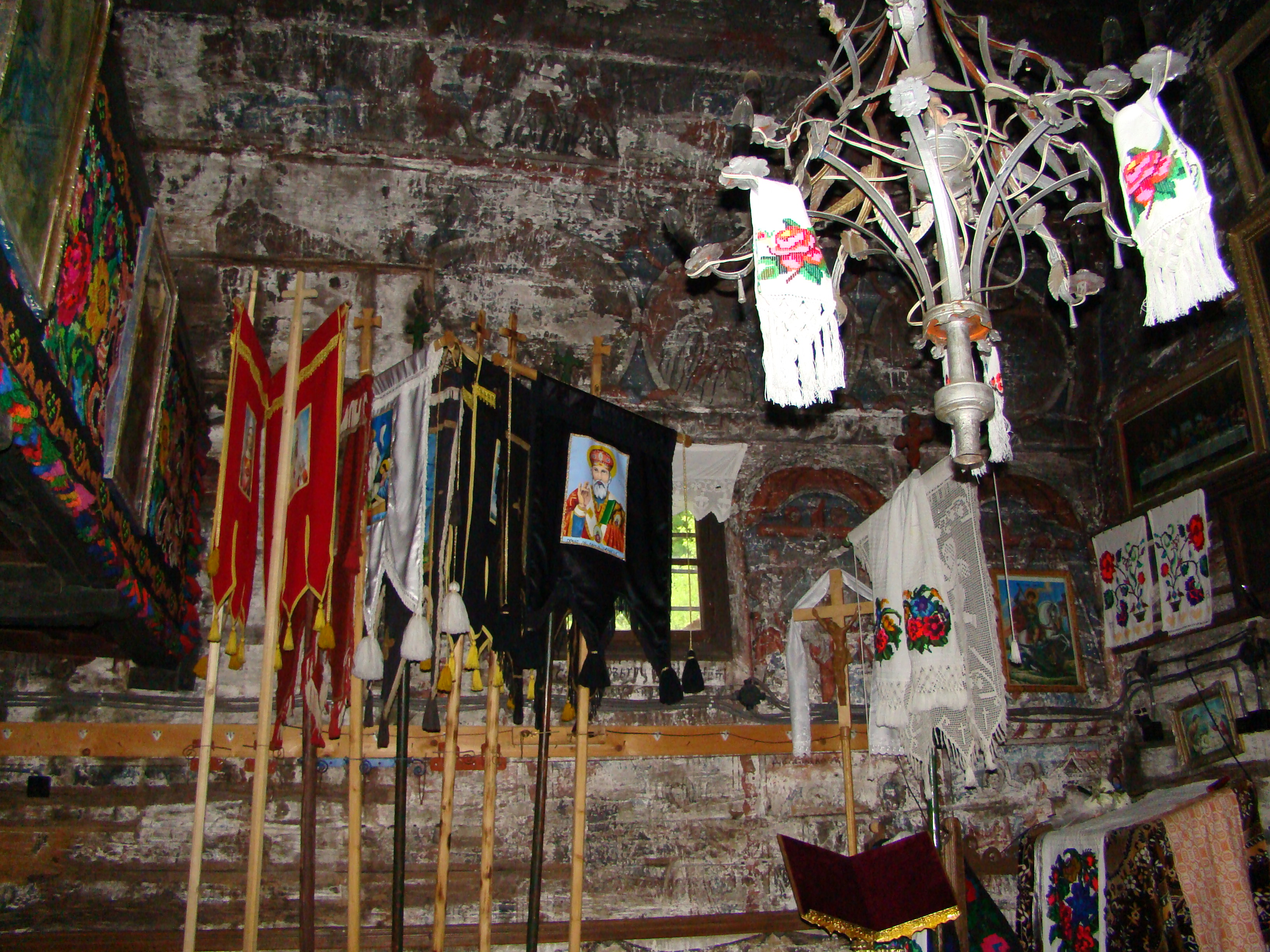
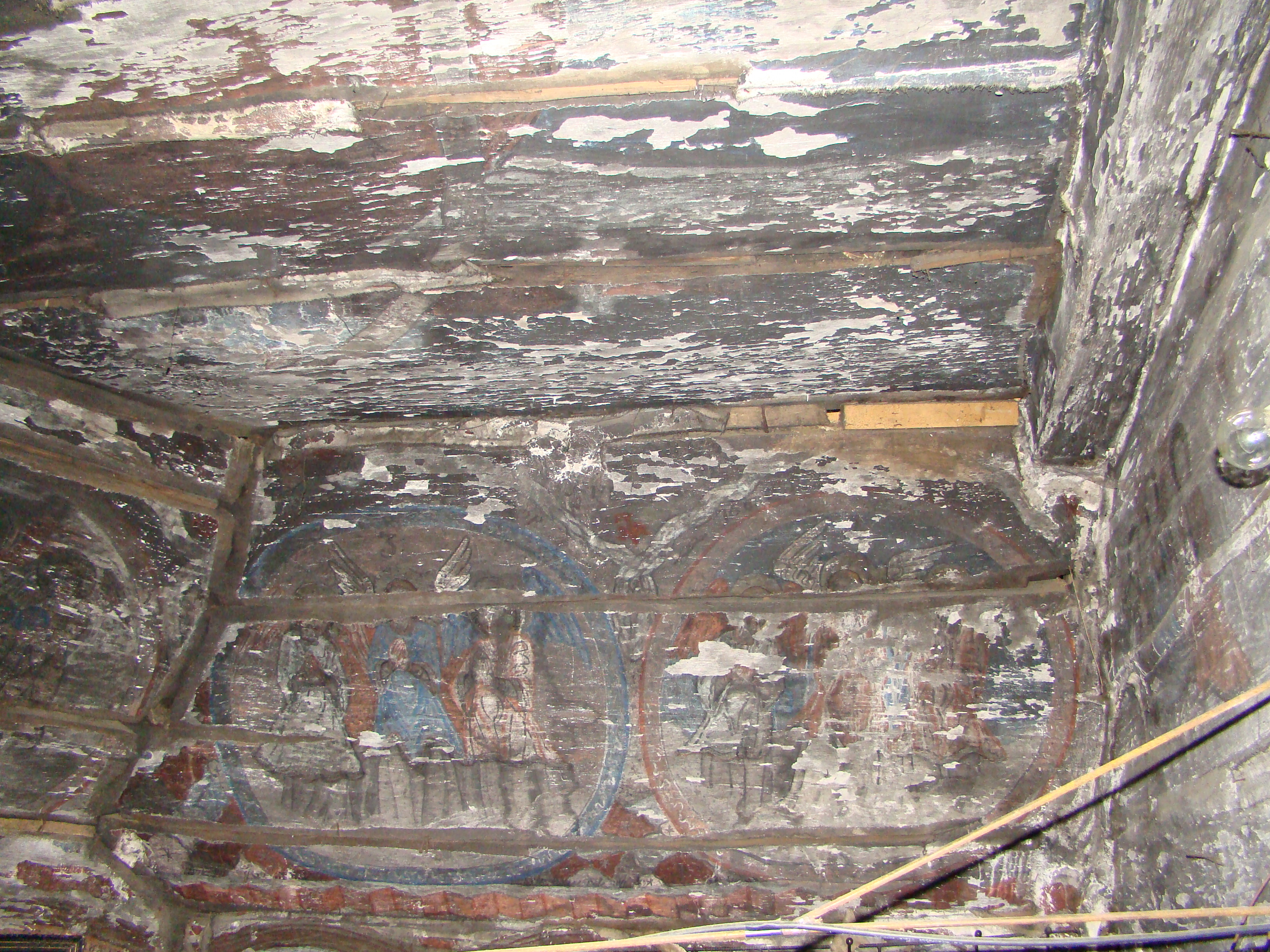
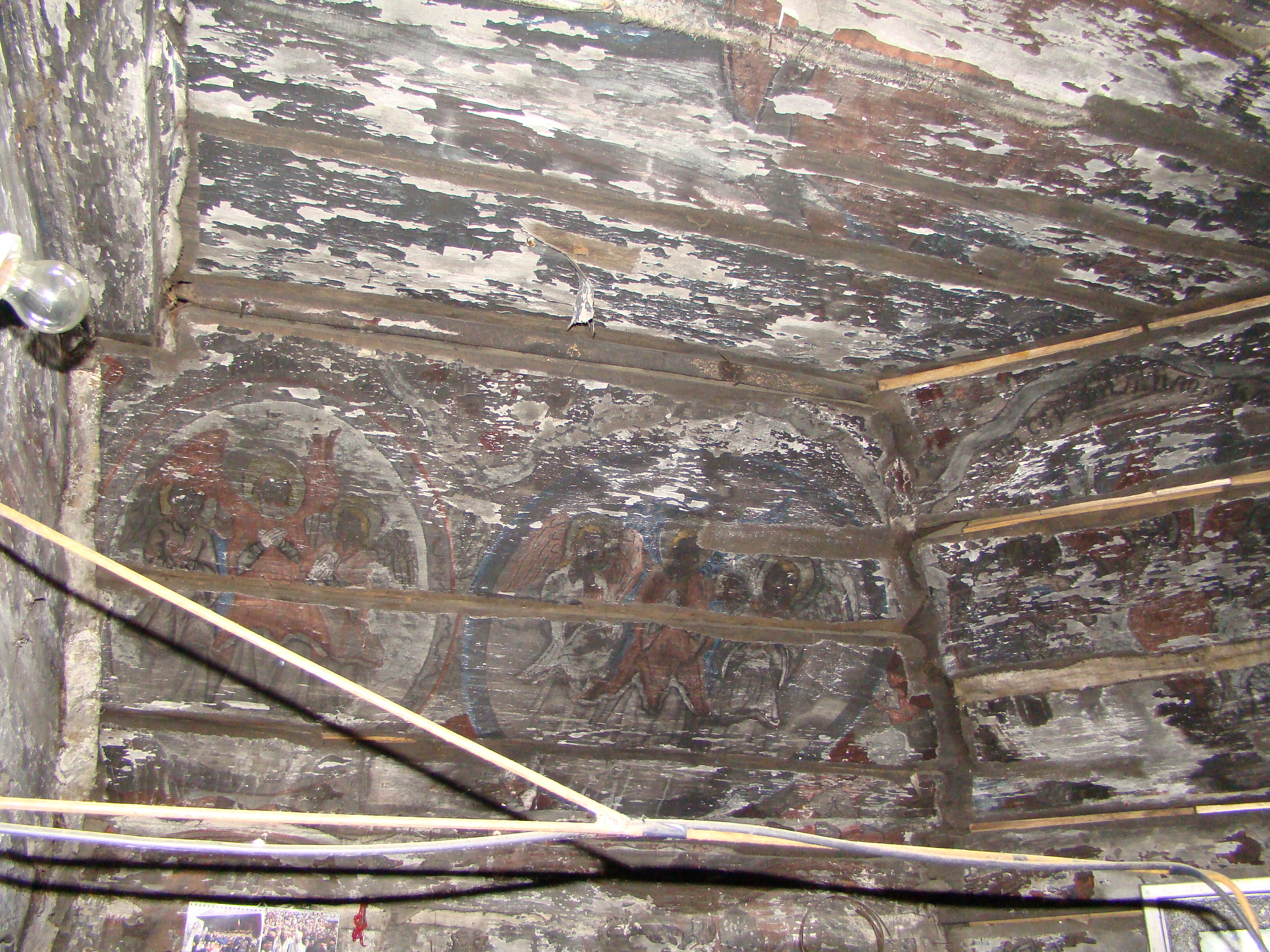
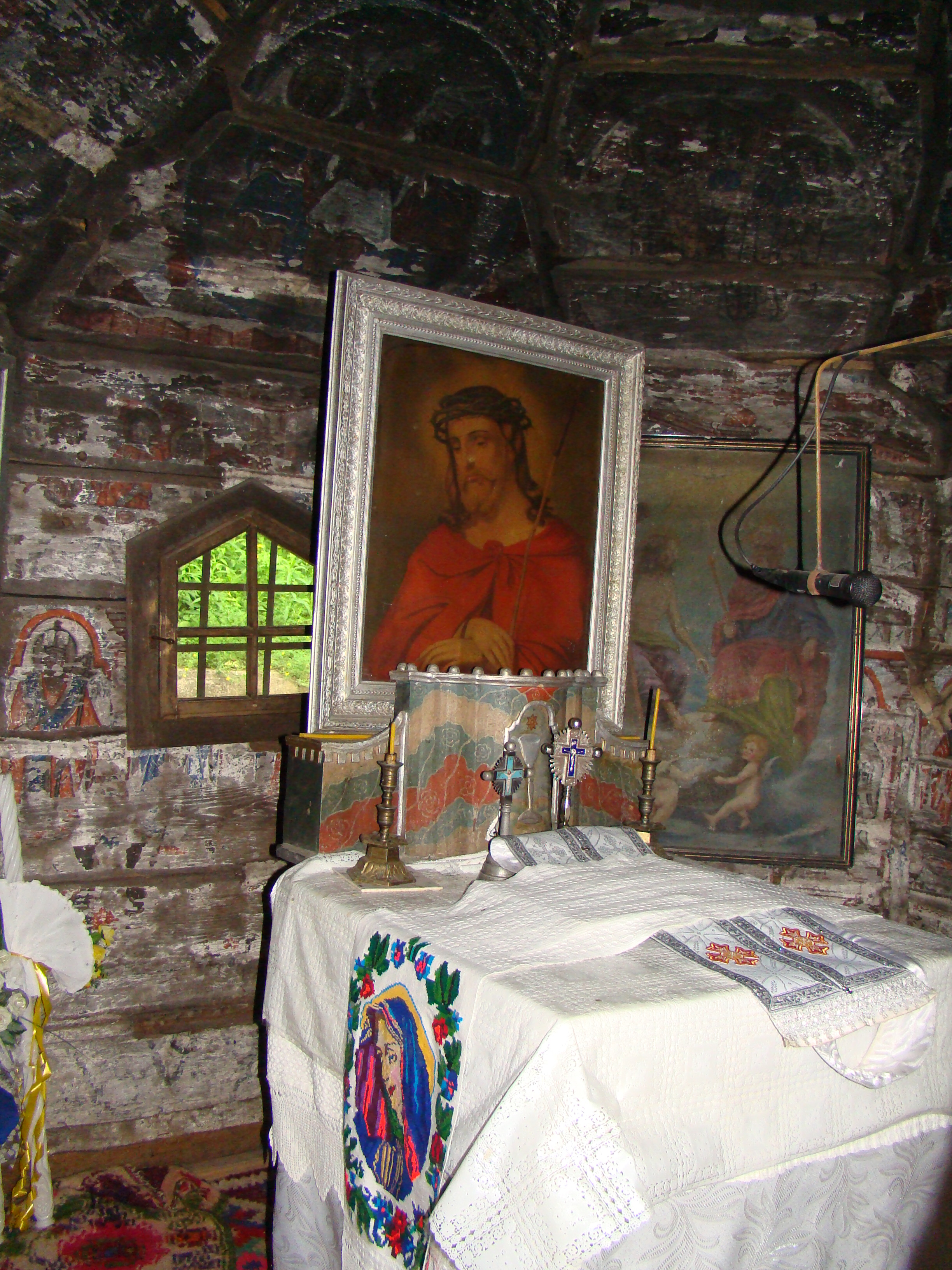
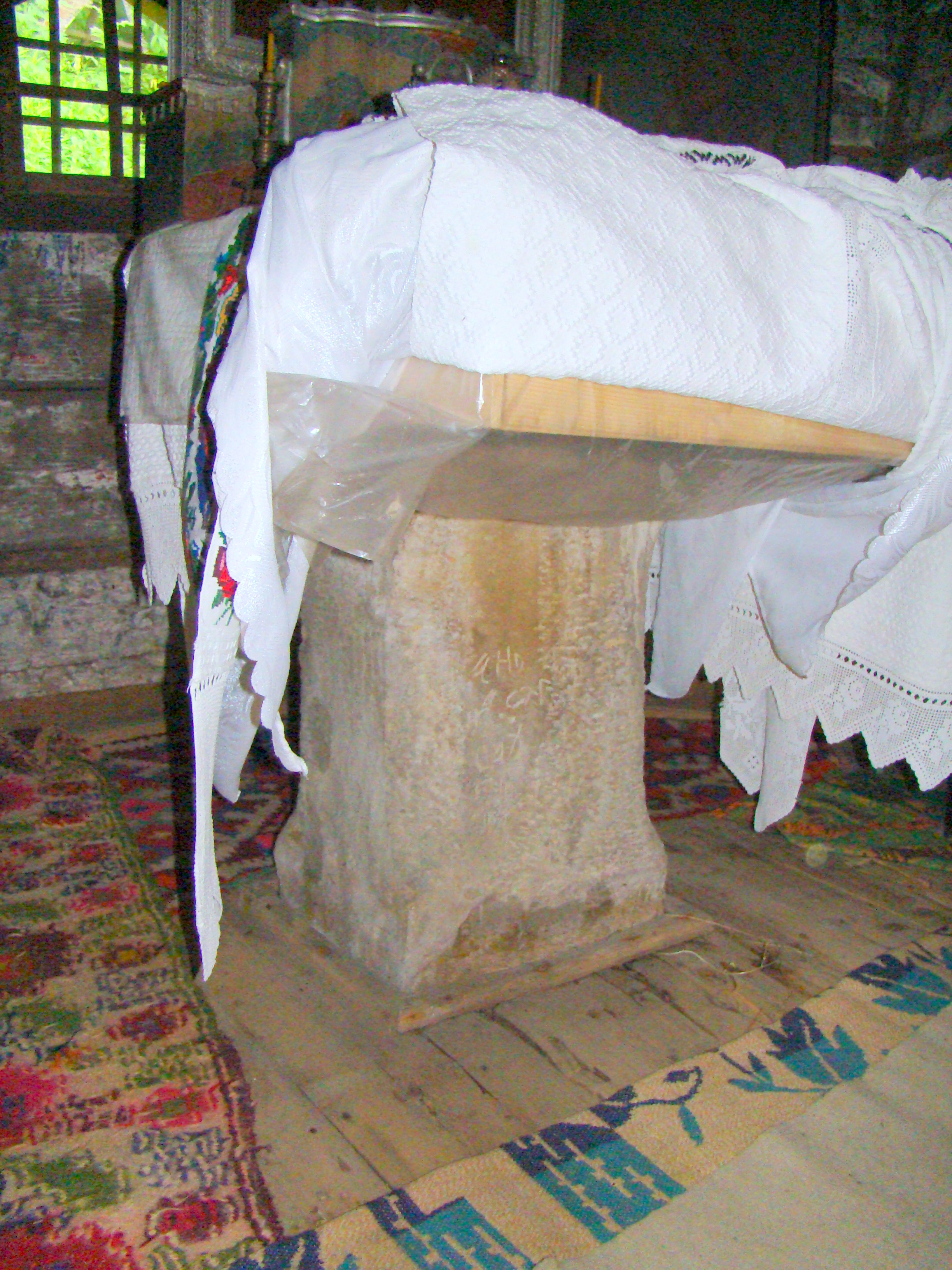

## Imagini din exterior

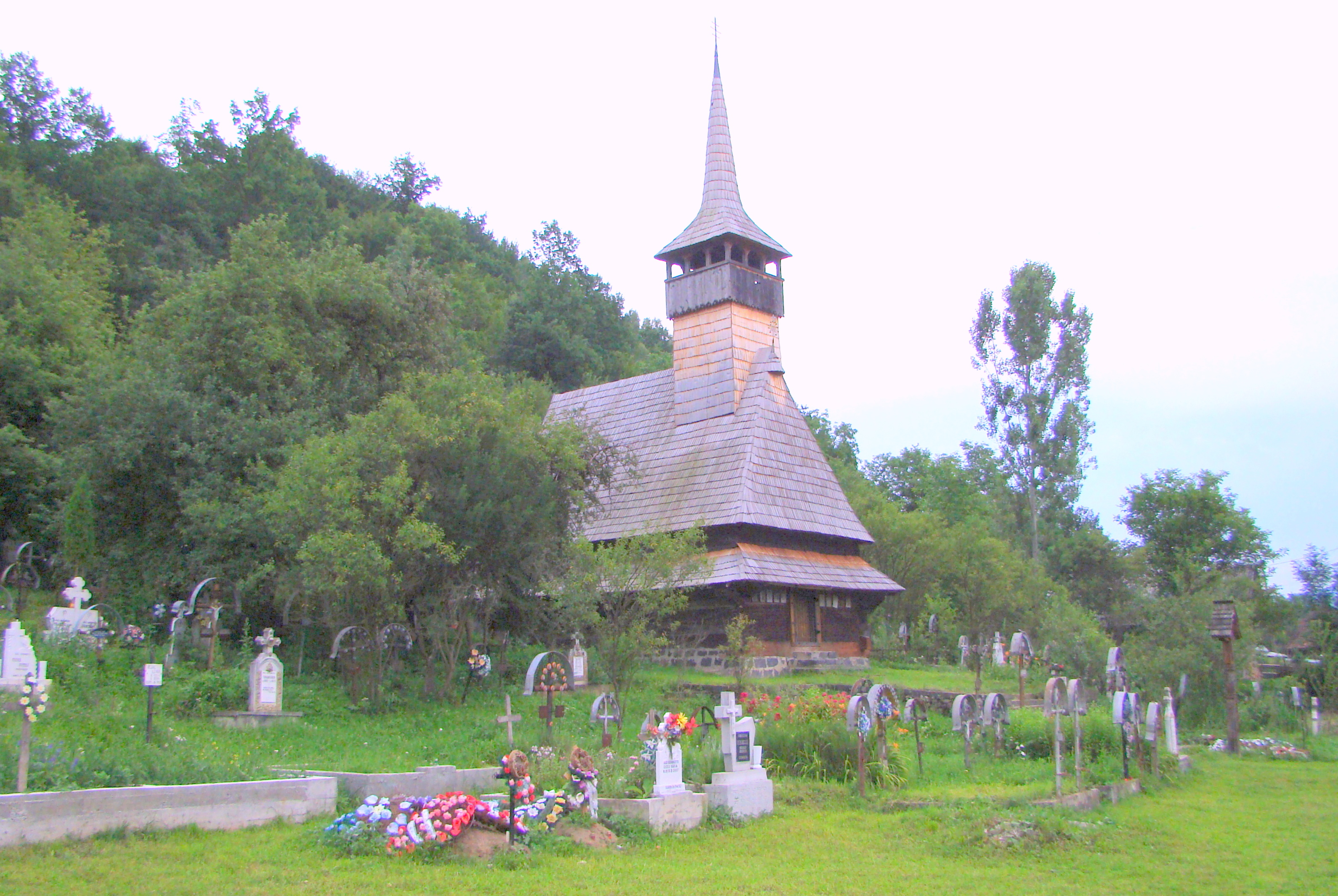
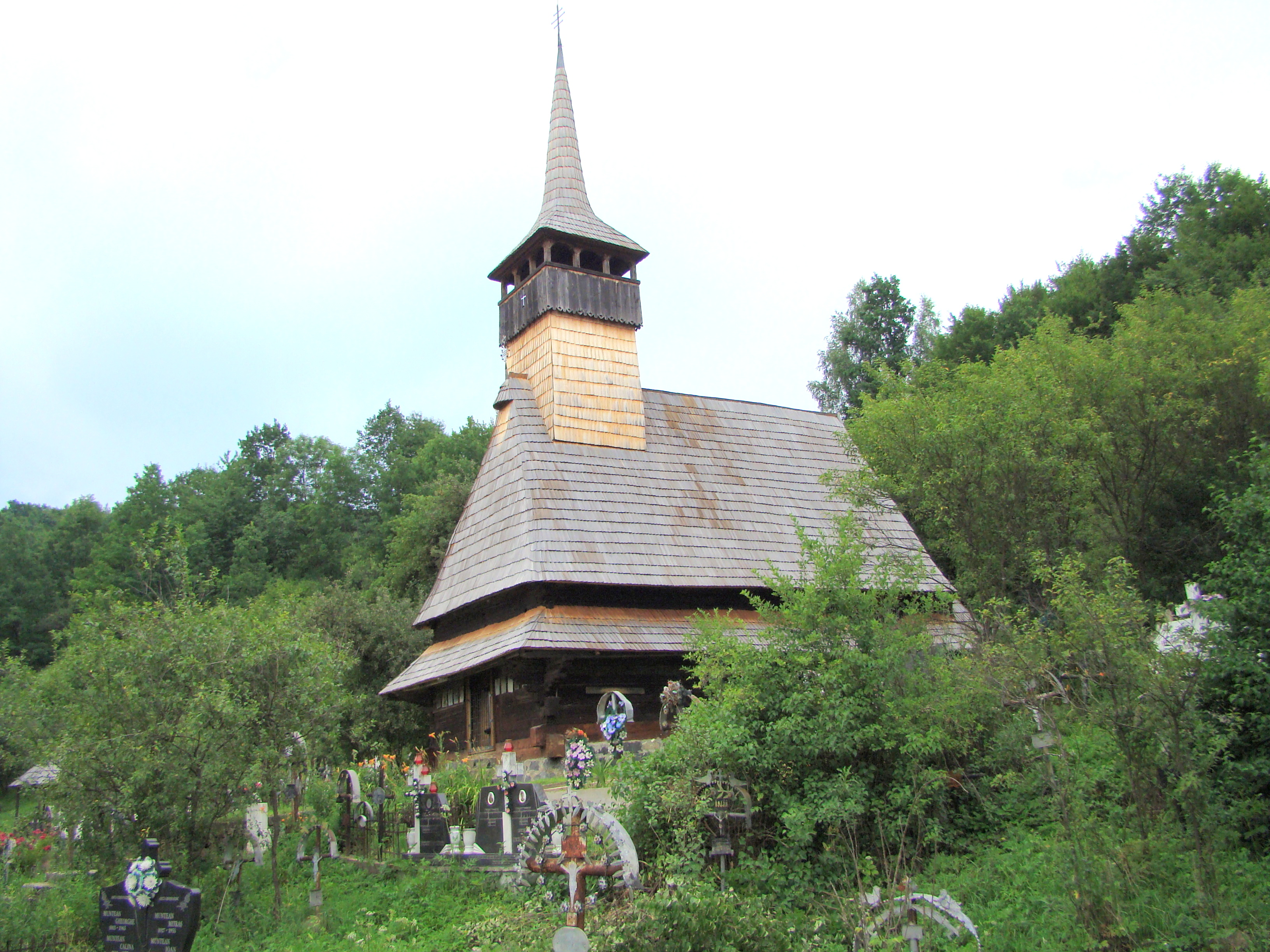
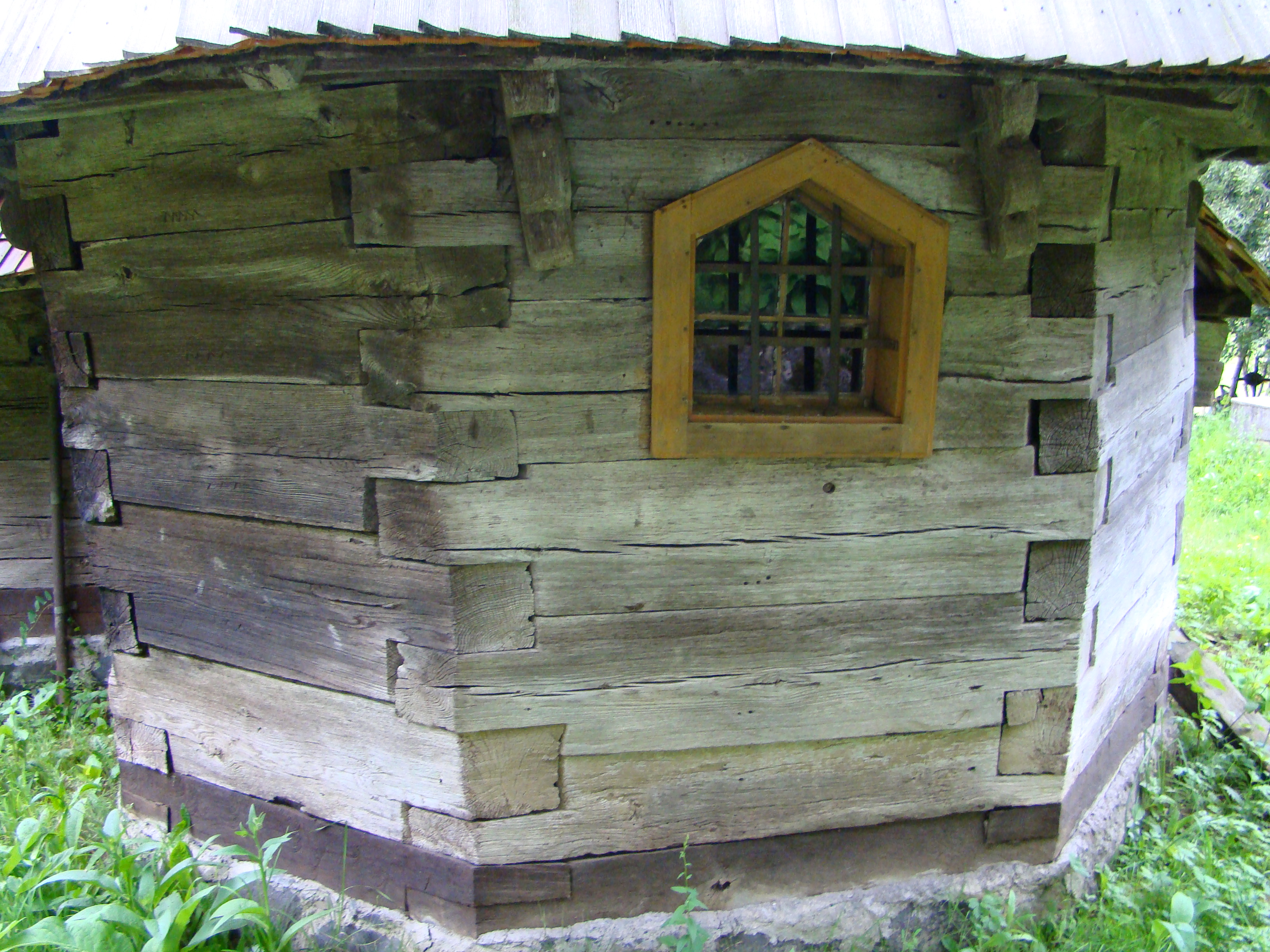
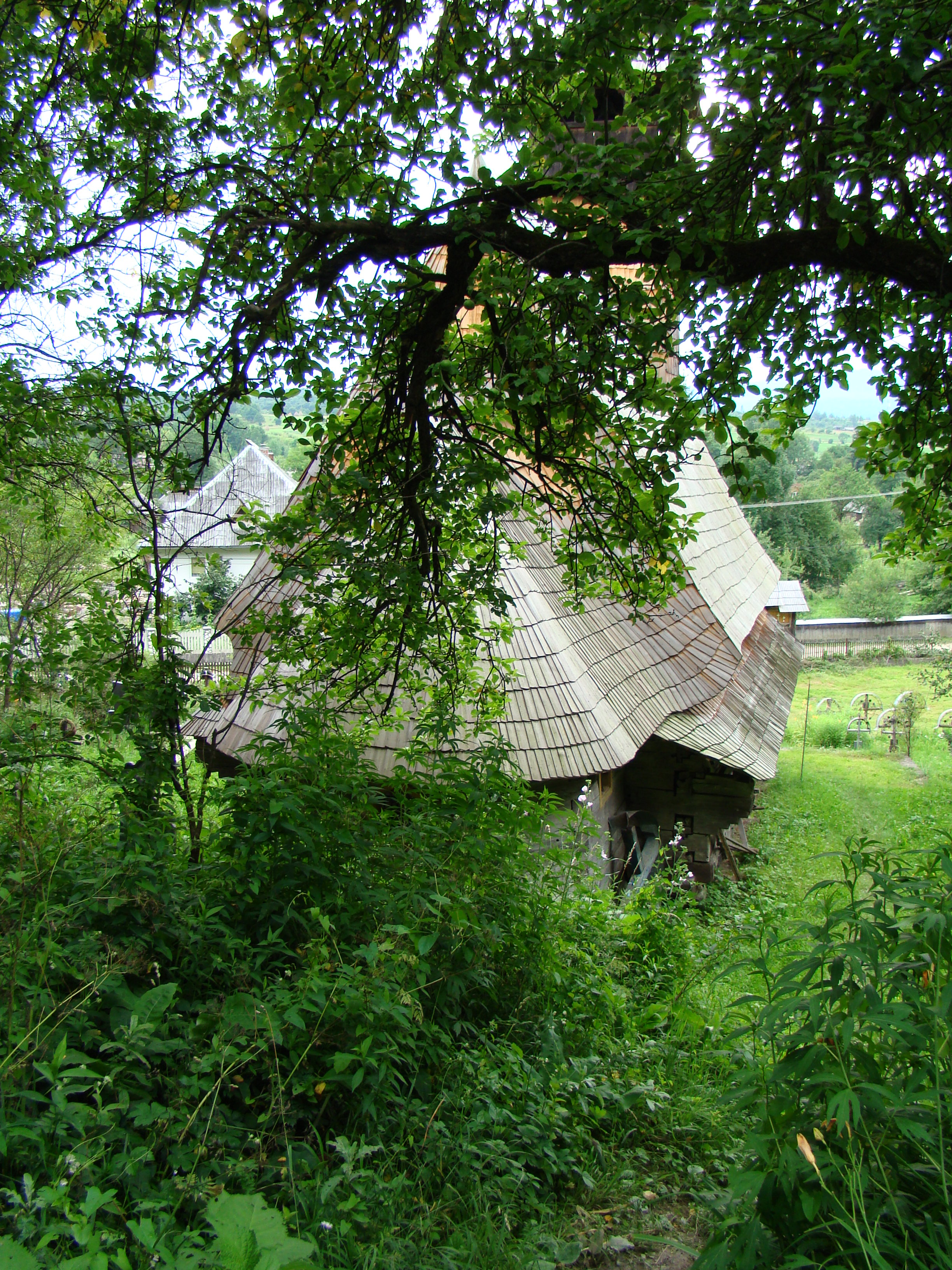
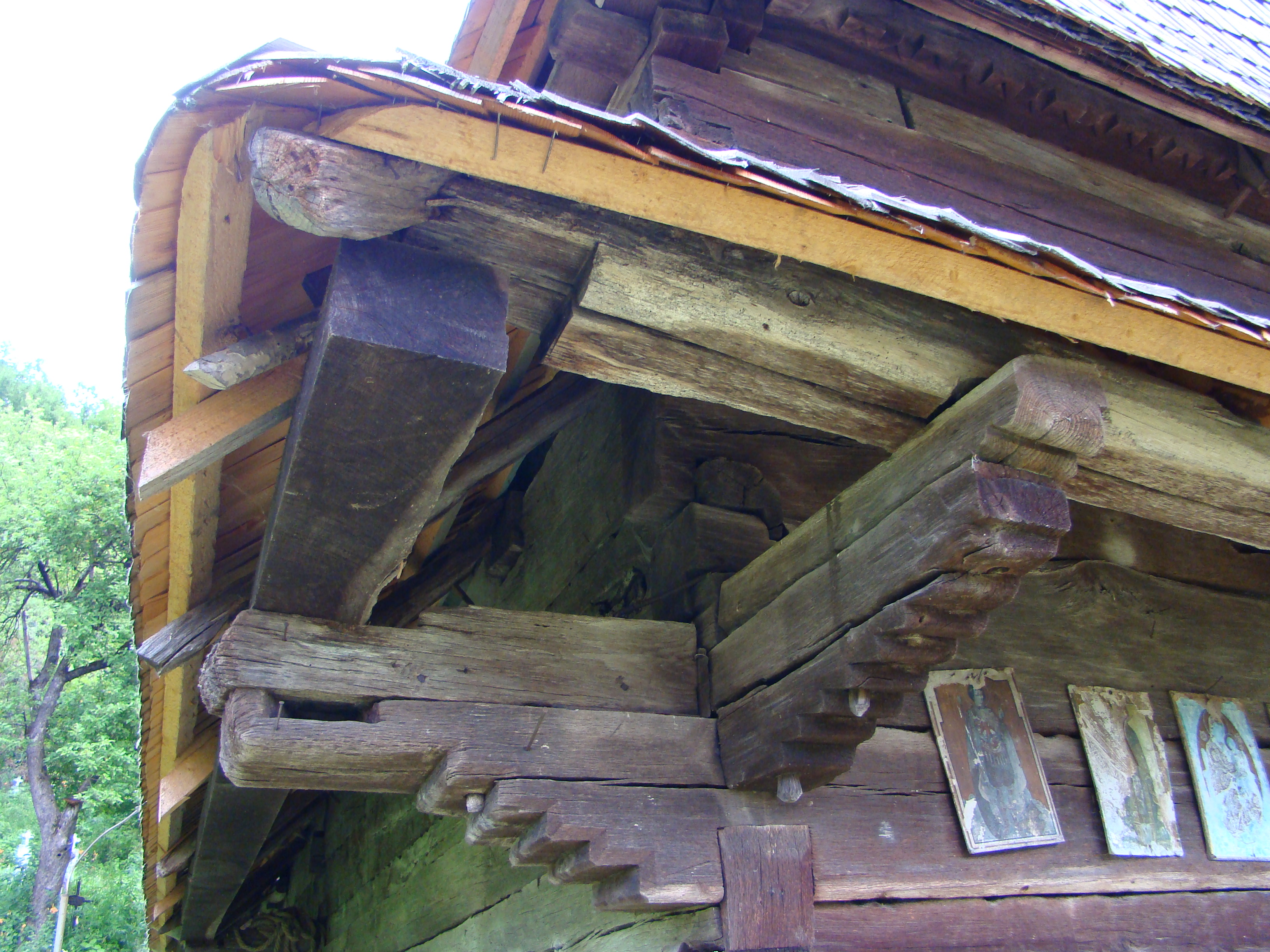
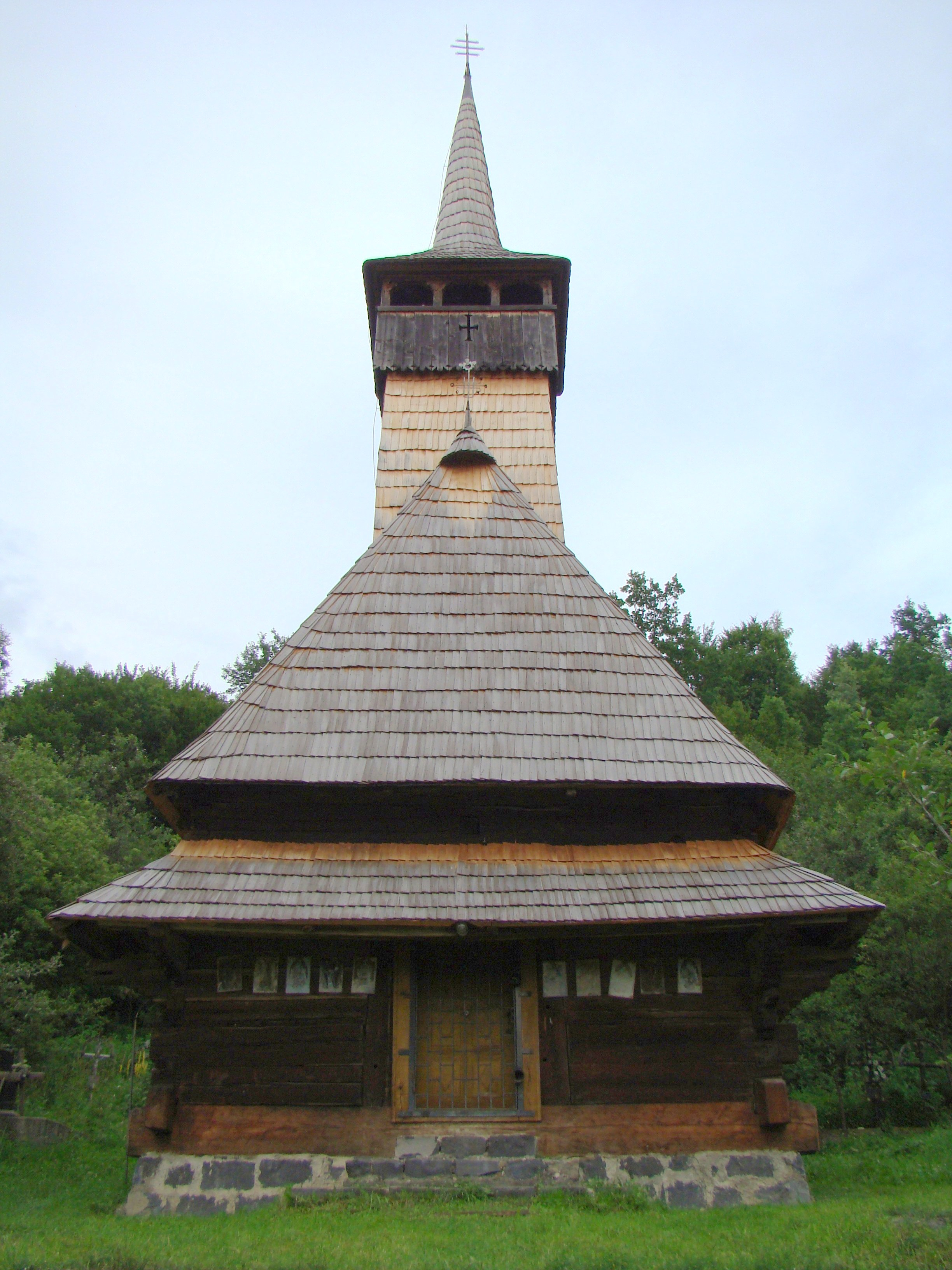
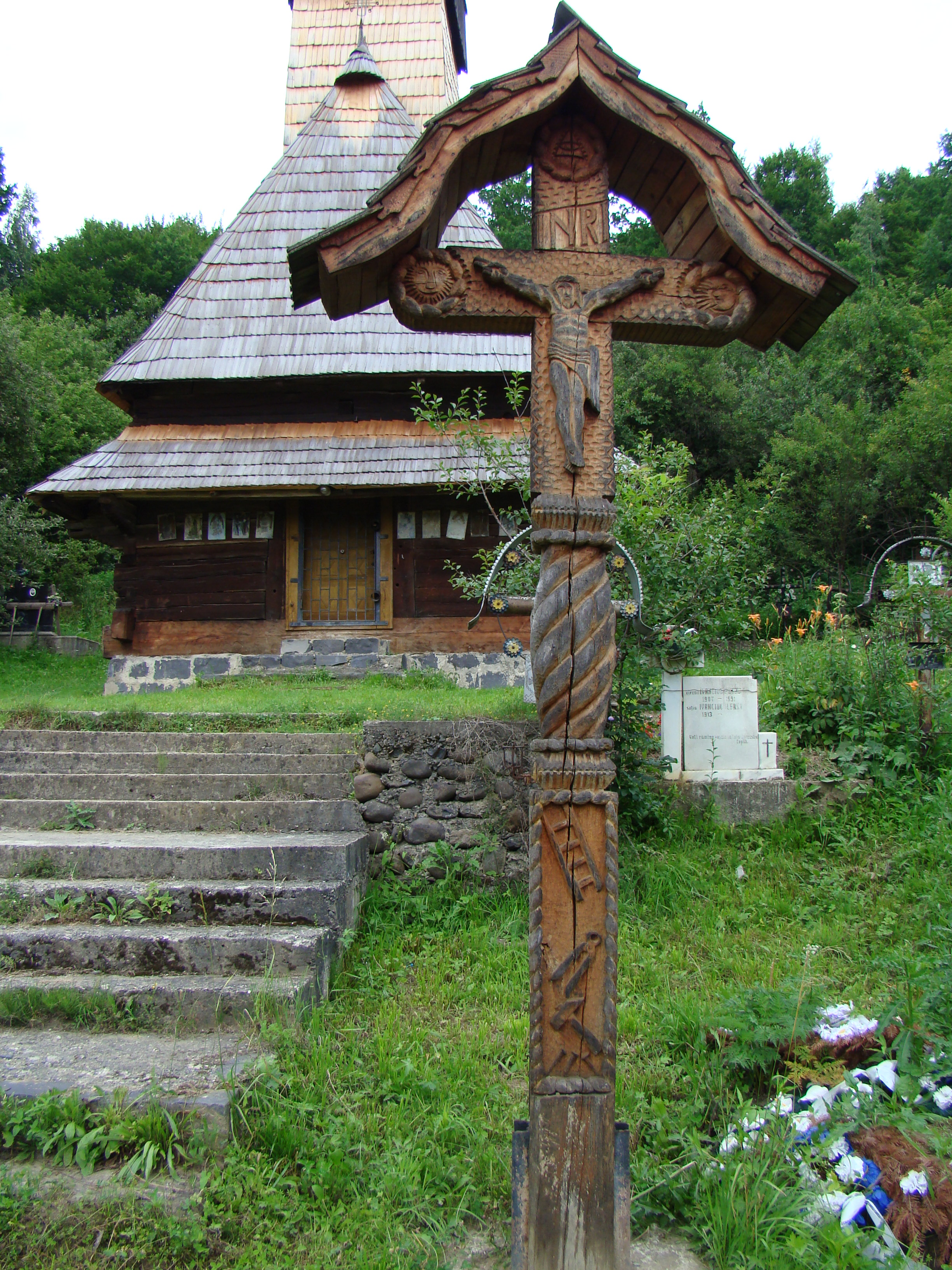
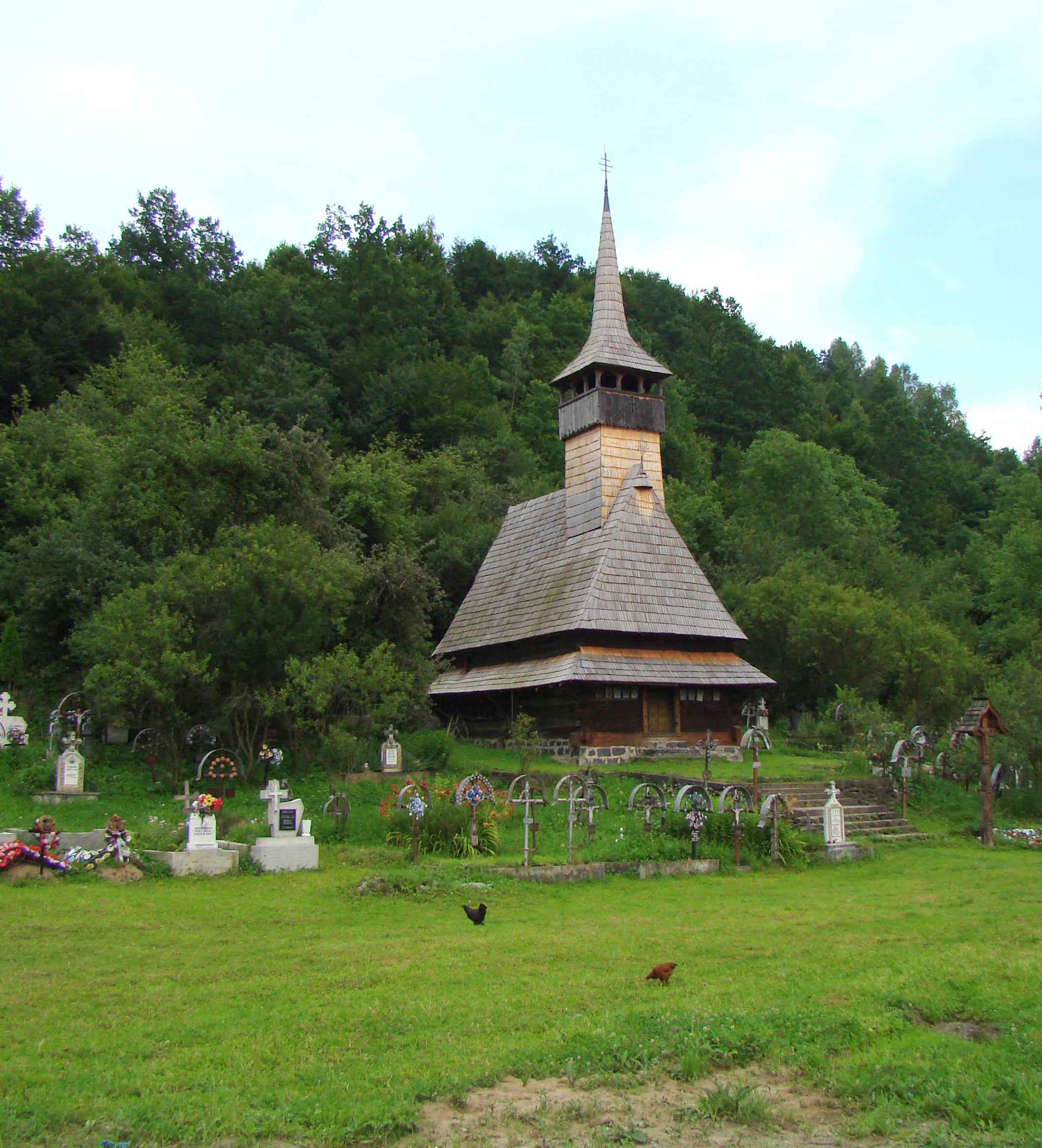
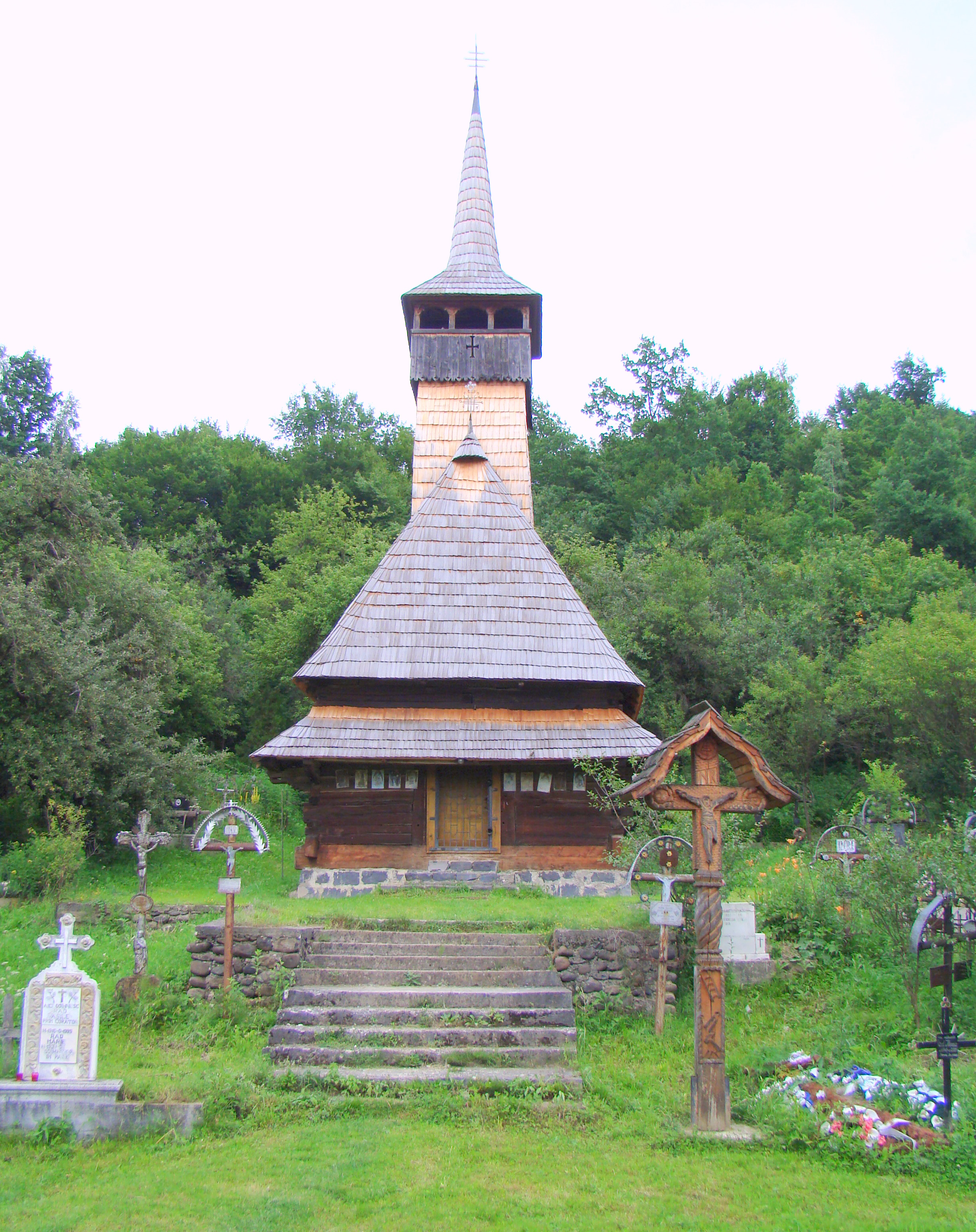
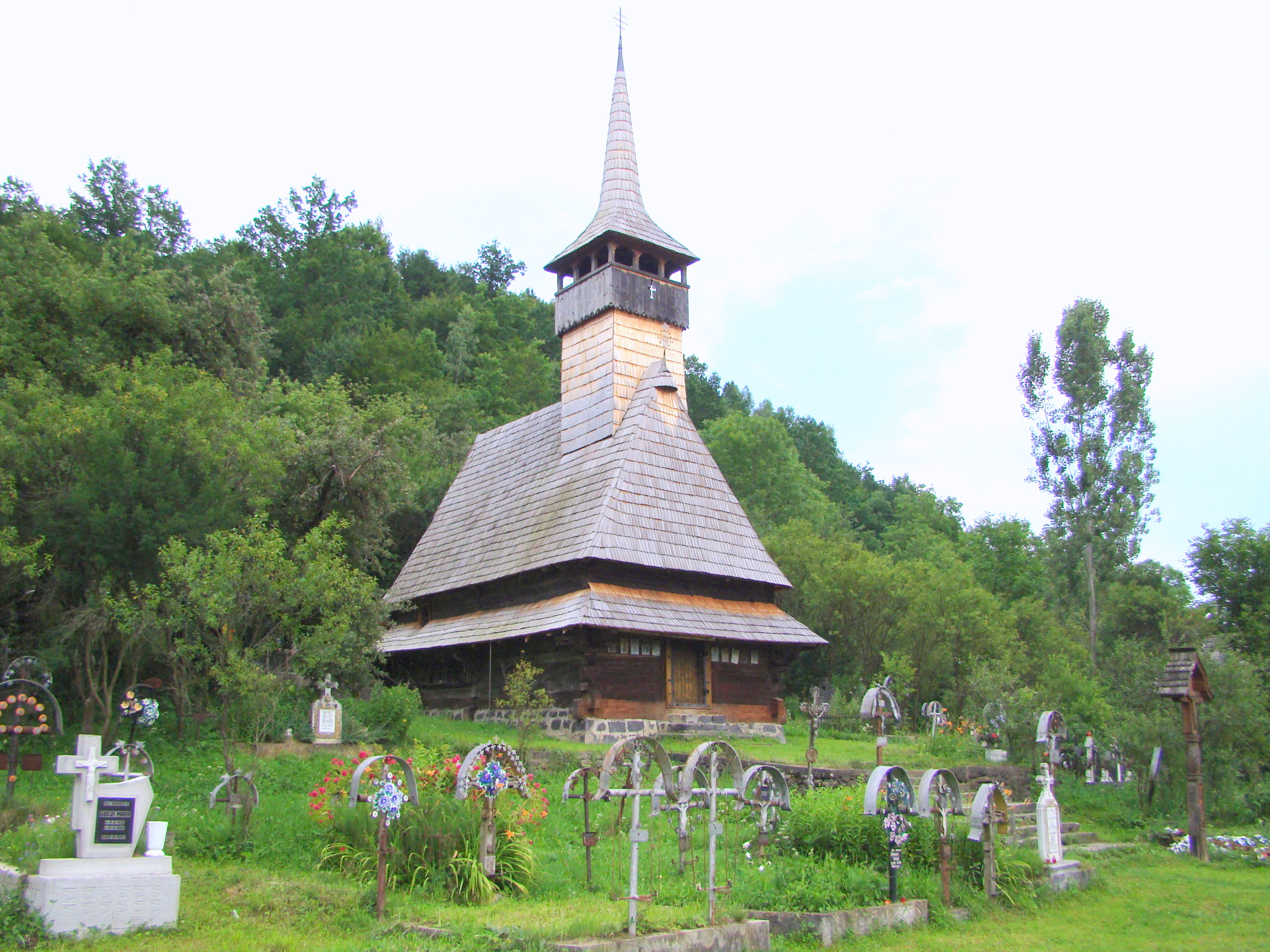